# Ferrocarril Central del Chubut

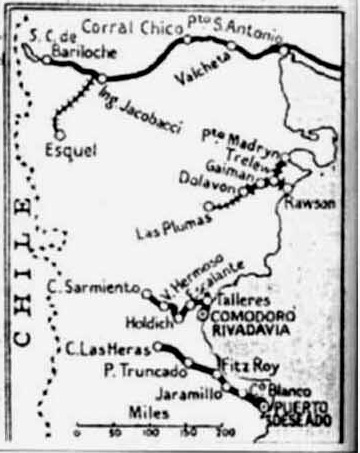
Mapa de la Red Ferroviaria de la Patagonia Argentina hacia 1960: Ferrocarril de Viedma a Bariloche, Ferrocarril Central del Chubut, La línea Económica a Esquel, Ferrocarril de Comodoro Rivadavia a Colonia Sarmiento y el Ferrocarril Puerto Deseado a Colonia Las Heras. Todos correspondientes al Ferrocarril General Roca. Nótese la corta distancia que separaba los ferrocarriles del sur.

El Ferrocarril Central del Chubut era un ferrocarril de capitales británicos, que construyó y operó una línea ferroviaria en la Provincia del Chubut, en la Patagonia Argentina al final del siglo XIX. Su nombre en idioma inglés era Chubut Central Railway. En 1922 fue nacionalizado y pasó a integrar la extensa red ferroviaria argentina.
Esta línea de ferrocarril unía la costa norte del Chubut con la localidad de Las Plumas en el interior de dicha provincia. Funcionó desde el 11 de noviembre de 1888 (siendo el primer ferrocarril de la Patagonia Argentina), hasta el año 1961 en que fue definitivamente clausurado por el gobierno nacional.
Fue uno de los componentes más importantes del Sistema Ferroviario en la Patagonia Argentina. Aunque tuvo en su inicio un carácter privado, fue estatizado. A pesar de esta integración a la red ferroviaria nacional, su funcionamiento se desarrolló siempre en forma aislada sin lograr conexión con el resto de los ferrocarriles; a pesar de las promesas políticas. En cambio, su conexión con el transporte marítimo posibilitó su desempeño para exportar e importar sus cargas.  

## Toponimia
Como su nombre lo indica la intención de la Compañía Central fue tender las vías en la zona cercana al centro de la provincia por medio del Valle del río Chubut con destino a Las Plumas, Paso de Indios y dar con la rica zona de la cordillera de los Andes.

## Historia

### Primeros años y etapa privada
En 1884 el gobierno argentino le otorgó al inmigrante galés Lewis Jones una concesión para construir y operar una línea de ferrocarril entre el valle inferior del río Chubut y Puerto Madryn al sur de la Península Valdés. Con la ayuda del ingeniero Azhabel P. Bell, Jones fundó una compañía en Liverpool, Reino Unido para financiar la construcción.
El 20 de octubre de 1884 se sanciona la Ley Nro. 1539, que autoriza las obras del ferrocarril. Se gestionó también ante el gobierno nacional y se obtuvo, la donación de los campos aledaños al tendido, los cuales se venderían para obtener los fondos necesarios para realizar la obra.
En julio de 1886 llegó en vapor material para la construcción. Asimismo, arribó un contingente de 462 inmigrantes que contaba con 82 trabajadores con sus familias y 160 trabajadores solteros para el trazado de la vía. A.P.Bell era el director de la empresa ferroviaria. Bell deseaba conocer todas las posibilidades de colonización de nuestro territorio. Entre las ideas de este director de la empresa figuraba unir por ferrocarril el Atlántico con el Pacífico, pero no fue lograda.
En la segunda mitad de 1886 comenzó el tendido de las vías, desde los dos extremos: desde Puerto Madryn, 250 obreros solteros, bajo la dirección del ingeniero Jones Williams. Por otro lado, desde Trelew; aprovechando la existencia de agua dulce y las ventajas de un relieve (frente a la Laguna Chiquichano) que protegía el emplazamiento de las inclemencias climáticas y de las periódicas inundaciones. Para las obras, llegó el Velero Vesta, con más de 400 inmigrantes, entre ellos españoles, italianos, sirio-libaneses, galeses, entre otros; además de traer los materiales para la construcción.
Los primeros meses de trabajo fueron muy buenos. Sin embargo, el ritmo fue decayendo por la escasez del agua potable. El agua solo se  podía extraer del río Chubut, siendo muy costoso trasladarla. La situación se agravaba con la llegada del verano, volviéndose complicada la subsistencia. Para complicar más las obras, se produjo el descontento entre los trabajadores por la noticia que habían recibido, de que no iban a recibir las tierras que les habían prometido al terminar la obra. Este hecho terminó ocasionando la paralización del trabajo y la primera de las huelgas en la Patagonia.
A causa de esto, la Gobernación del Chubut intervino iniciando un sumario hacia la compañía del FFCC. En tanto, para reanudar la obra se contrató la empresa Jhon Best Hermanos. El convenio incluyó la contratación de 40 trabajadores italianos. Estos llegaron en 1887, siendo el capataz de los obreros era Francisco Pietrobelli (quien años más tarde fundó Comodoro Rivadavia).
El tendido de aproximadamente 70 km se completó a fines de 1887. El 26 de abril de 1888 se concretó el primer recorrido completo Trelew-Madryn-Trelew. La obra tuvo tal magnitud que colocó al pequeño ferrocarril como el octavo más antiguo de toda la red ferroviaria argentina. El 12 de junio de 1889 se realizó la ceremonia de inauguración formal, firmándose el acta en Madryn con la firma de 36 personas, entre otras Justo Alsua, Juan Acosta, Arturo Woodley, Pedro Derbes. Además, los trabajos incluyeron la primera línea telefónica de la región. Para una época en que el viaje a caballo desde el valle al Golfo Nuevo demandaba unas veinte horas, reducirlo a solo dos horas gracias al ferrocarril fue todo un acontecimiento.
El 11 de noviembre de 1888 abrió al público una línea de 70 km entre Trelew y el muelle de Puerto Madryn. En los primeros tiempos Trelew tenía el control de la preparación de las formaciones, ya que el tren solía ir a Madryn cuando se les avisaba por teléfono que estaba entrando un barco. Además, ambas estaciones tenían carácter modesto y provisorio. En abril de 1899 el ferrocarril transportó a su pasajero más importante cuando el entonces presidente Julio Roca recorrió toda la línea montada en ese año y luego el valle del Chubut. El presidente se comprometió a generar más transporte y envió a los vapores "1° mayo”, “Santa Cruz” y “Ushuaia”. Además, comprometió la llegada del telégrafo que arribó al siguiente al año y siguió su tirada hasta Cabo Vírgenes. Como última medida, el político argentino advirtió del problema en la Patagonia de la falta de población y dispuso que el comercio fuese libre al sur del paralelo 42. Esto facilitó la llegada de pobladores y comerciantes a toda la región.
Desde Trelew la línea fue extendida 50 km hasta Gaiman el 31 de diciembre de 1908 y de allí a Dolavon el 12 de octubre de 1915. Para 1910 se inauguró un nuevo muelle en Puerto Madryn, el actual "Comandante Luis Piedra Buena" de 450 metros de largo y para 1913 se concluyó la nueva estación ferroviaria de Madryn. El material rodante estaba comprendido por tres locomotoras adquiridas a SHARP STEWART & CO. y a BEYER PEACOCK & CO. Además, de 3 coches de pasajeros, 2 furgones y 24 vagones.
En 1920 la compañía fue nacionalizada y luego la línea se extendió hasta Las Plumas. No obstante, la construcción de esta línea se detuvo en esta localidad sin que se continuara posteriormente. Aunque en 1923 se construyó el ramal hacia Rawson y Playa Unión.
Las obras paralizadas a 138 km de Dolavon tenían como proyecto llegar a Paso de Indios. La decisión de no continuarlas se justificó desde el gobierno en que no aportaría tráfico significativo a la línea. Además, se afirmó que por detalles técnicos resultaba poco aconsejable extenderla a puntos tan distantes del origen de la línea.
La idea era extender la línea hasta Trevelin y Esquel (Colonia 16 de Octubre) y luego conectarse al Ferrocarril de Comodoro Rivadavia para llegar hacia esa ciudad y también conectarse (en Esquel) con La Trochita, para llegar a Ingeniero Jacobacci. También, se esperaba que el Estado incorporara locomotoras diésel y construyera la línea de trocha ancha desde Puerto Madryn hasta Sierra Grande y finalmente su conexión con el F.C. General Roca en San Antonio Oeste. Por último, se especulaba con incluir servicios de ómnibus bajo explotación del ferrocarril para nutrir a las líneas ferroviarias existentes. 
Algunos autores afirmaron que la decisión de no continuar el ramal se debió, según Clemente Dumrauf, a que se oponía a los intereses ingleses. Estos capitales querían la Patagonia sólo para ganado. Otra opinión es la Eduardo José Miguez en «Las tierras de los ingleses en la Argentina» que afirma que la compañía La Argentina Southern Land Company, empresa ganadera en el sur de Río Negro y en Chubut, truncaron el proyecto ferroviario con el cual se habían comprometido cuando descubren la baja calidad de la tierra, con la que pensaban financiar la construcción. Además, se sumó el factor internacional dado por la Primera Guerra Mundial, más un sector político importante que consideraba que los recursos del Estado debían destinarse a la Región Pampeana. Por último, la muerte de Roque Sáenz Peña y la continuación de Victorino de la Plaza terminó de sepultar todo proyecto.

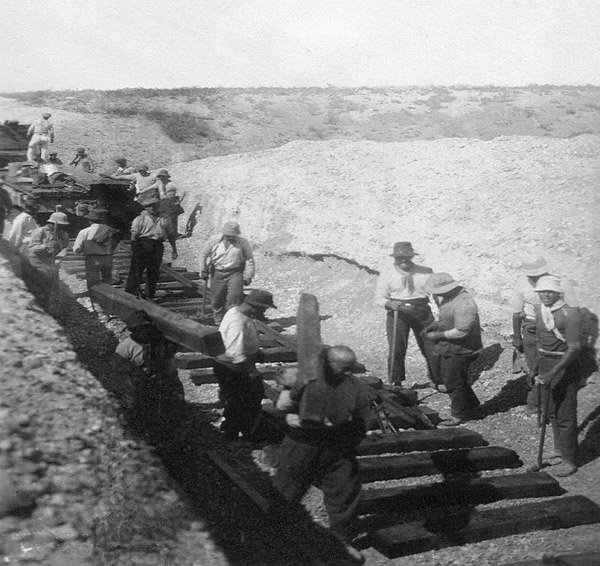
Obras de extensión a Alto de Las Plumas.

### Nacionalización
El ferrocarril se mantuvo bajo explotación de compañías privadas hasta 1922, en que es transferido al Estado Nacional. El Estado sólo tuvo contrato de arrendamiento de doce meses desde 1 de noviembre de 1922 con el FCCC. Se intentó completar la compra total lo más pronto posible, pero el estado financiero era desastroso durante la mayoría de los años 1920. La compra formal fue efectiva solamente en 1936.

### Extensión final
También, en 1922 se empezaba la última ampliación. Así se comenzó el ambicioso plan de extender la línea hasta el oeste. La conexión a la gran red sería por trocha angosta de 75 cm. Ante este plan se cambió la vía original del FCCC a trocha 75cm. Esto extendería el ferrocarril para formar una red más grande desde la línea a San Carlos de Bariloche hasta los ramales de Comodoro Rivadavia y Puerto Deseado.
En marzo de 1924 fue el último intento de ampliarlo con un plan que empalmaría con Esquel y de allí con la línea de Ingeniero Jacobacci, pero llegados los rieles a Alto Las Plumas, se informó que los trabajos quedan suspendidos y la línea en explotación ve mermando paulatinamente su movimiento ya que las nuevas extensiones prácticamente no le aportan mayor tráfico.

Entre los pretextos que se expusieron para su paralización estuvieron la bajada del cañadón Las Plumas. La mala planificación de la trocha de 0.75, en desmedro de la 1 metro inglesa, hizo posible la bajada hacia Paso de Indios, pero imposible que las formaciones subieran hacia Las Plumas. Para complicar más la obra, todo el trazado hacia el oeste sería afectado por la falta de potencia para ascender hacia la cordillera dado que el poder de tracción se redujo a solo 180 toneladas; además de una velocidad promedio de 25 kilómetros por hora. De este modo, de querer continuar el trazado a Paso de Indios se debería ejecutar un nuevo trazado y expropiar la línea inglesa Central del Chubut (tramo Madryn-Dolavon). Aunque el estudio del trazado se hizo y la compra del ferrocarril fue exitosa; solo se dieron promesas a los ciudadanos y no se volvió a retomar ninguna obra significativa desde el Estado. A pesar de que desde la paralización los pobladores de la zona reclamaron incesantemente, la excusa fue desde entonces que la obra no estaba en el presupuesto de Ferrocarriles Argentinos, el cual se dictaminaba en el congreso. Para retomar la obra sólo era necesario contratar mano de obra, dado que el material ya estaba en los depósitos de Madryn. Los pobladores iniciaron intensos reclamos desde 1924 pidiendo que se completaran los 150 km que separaban Las Plumas de Paso de Indios. Sin embargo, las autoridades nacionales en vez de completar este tramo a Paso de Indios o llevar la línea a la cordillera, decidieron en cambio iniciar la construcción de La Trochita con el material de Madryn, que era específicamente para la conclusión de la línea de Madryn. Ante este hecho los vecinos iniciaron un fuerte reclamo a las autoridades por todos los medios de comunicación de la época, sin éxito. Los ciudadanos fueron más allá de esto y denunciaron que el material rodante adquirido para la línea se estaba perdiendo por abandono en Madryn, Trelew, Dolavon y otras localidades. También, se atacó la innegable predisposición del gobierno por invertir en temas mucho más caros y centralistas como la pavimentación de la ruta Buenos Aires-Mar del Plata.
La nacionalización tuvo como consecuencia de que para extender este ferrocarril se debería emplear la trocha económica de 0.75 en lugar de la 1 metro. Si bien, se intentó un convivencia de ambas trochas con una bitrocha desde Dolavón hacia Madryn; finalmente el sistema métrico de vía fue definitivamente abandonado en 1930. Como consecuencia la nueva trocha económica trajo aparejado la pérdida de potencia que impediría que los trenes tracciones más allá de Altos de Las Plumas; lo que significó la muerte de toda extensión.

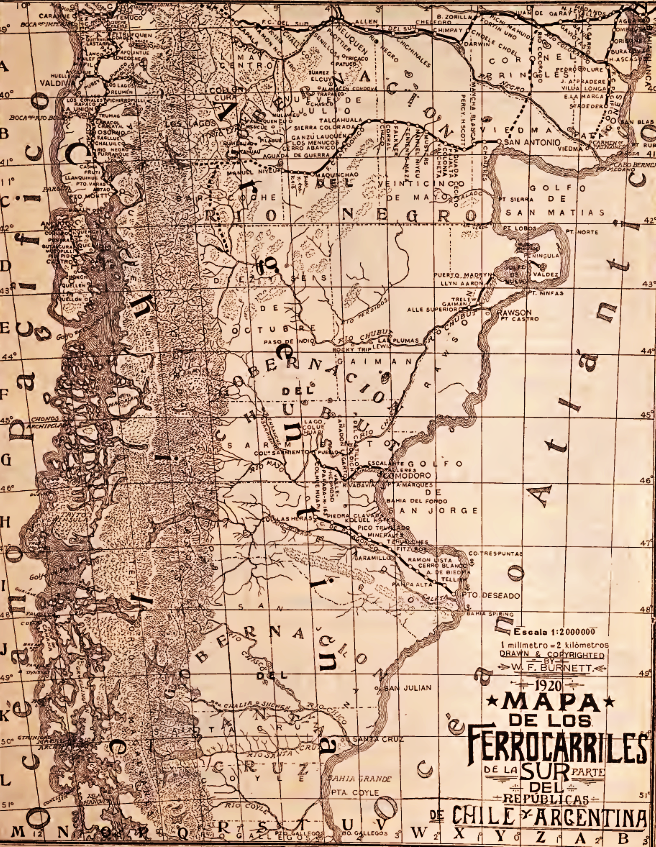
Mapa de las líneas ferroviarias patagónicas creadas hasta 1920. Nótese que es uno de los pocos mapas que registra al ferrocarril de Península Valdés y al Ferrocarril Central del Chubut incompleto hasta Valle Superior.

### Últimos cambios
La trocha original fue de un metro, pero posteriormente se adoptó la de 75 centímetros. No obstante, ambas trochas persistieron aún hasta 1930, luego desaparecería la de un metro definitivamente.
Desde mediados de siglo el ferrocarril sintió la fuerte competencia frente al transporte automotor superpuesto de modo no cooperativo. Las esperanzas volvieron con el anuncio de construcción del ramal de 10 km hacia el Dique Florentino Ameghino. Estos trabajos finalizaron en 1945. El ramal partía desde Las Chapas hasta el dique, para acercar alrededor de 1.500 toneladas por mes de cemento que llegaba desde Comodoro Rivadavia por vapor y tren. Además, había dos estaciones provisorias para los dos campamentos de obreros.
En 1948 tras la nacionalización de Perón, el decreto N° 32.574 reorganizó las líneas ferroviarias administradas por Ferrocarriles del Estado. Producto de este ajuste se crearon 8 ferrocarriles General Bartolomé Mitre, General Belgrano, Domingo F. Sarmiento, General Roca, General San Martín, General Urquiza y Patagónico. Por este motivo, los ferrocarriles de Comodoro a Sarmiento, de Puerto Deseado a Las Heras, de General Vintter a San Juan y  de Puerto Madryn a Altos de las Plumas integraron el nuevo Ferrocarril Patagónico. Bajo esta administración todos sus ferrocarriles vivieron un periodo dorado en esa época. No obstante, a pesar de que se intentó ganar más tráfico y coordinar con los servicios marítimos; la mala gestión administrativa con demasiados empleados, falta de capital y la imposibilidad de competir contra el transporte automotor más eficiente hicieron que los clientes se decantaran por los camiones poco a poco. La gerencia del ferrocarril se ubicó en Puerto Madryn. Los ferrocarriles operaron como empresas autónomas para luego quedar bajo la órbita de la Empresa Nacional de Transportes (ENT). Empresa responsable del transporte tranviario, subterráneo y automotor nacionalizado.

Un informe de 1949 sostiene que, a pesar de contar con más población y longitud que sus líneas hermanas de más al sur, no movía la mitad de los pasajeros de la línea Comodoro-Sarmiento y movía una carga similar a la línea Deseado-Las Heras antes de que entre en crisis en 1947. El transporte de pasajeros tuvo un gran desarrollo desde 1939 cuando se registraban 40.236 hasta 1948 cuando se movilizaron 197.936 pasajeros. El aumento llegó a su fin en 1949 cuando se movilizaron 161.805. Esto se debió a la inundación del río Chubut en tramo Trelew-Rawson, que paralizó el servicio desde julio a agosto. Por último para 1949 se recorrieron 146.220 kilómetros en sus vías.

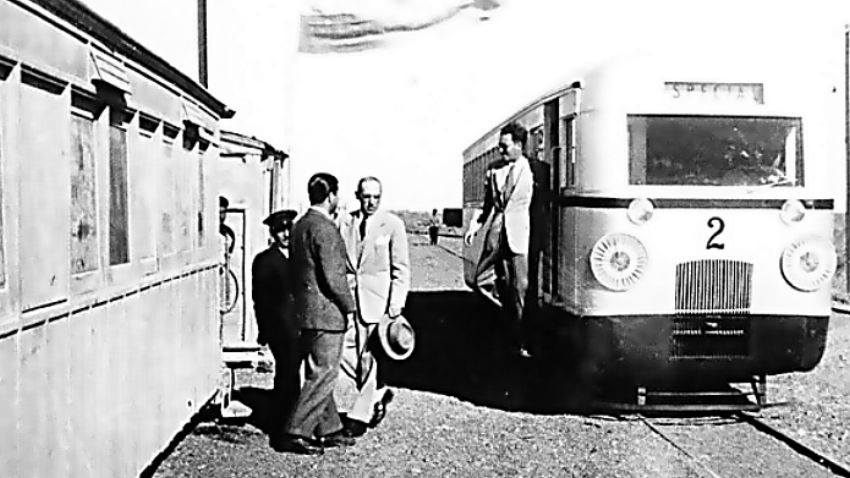
Coche motor en la estación Playa Unión hacia los primeros años de la década de 1960. A la izquierda, uno de los vagones originales del ferrocarril estuvo en un tiempo en uso estático como edificio de la estación

Tras la nacionalización de los ferrocarriles de 1948 el ferrocarril no recibió material nuevo, manteniéndose con el propio desde sus talleres de Madryn, material que por otra parte tan solo tenía 25 años de servicio. En momentos de baja densidad de pasajeros, ciertos servicios fueron necesarios cubrir con coches motores que fueron fabricados en estos talleres.Para 1950 se fabricaron tres unidades automotores a nafta sobre la base de coches remolcados Familleureux de 1922. Se trataron de unidades unidireccionales por lo que para su regreso requiere uso de mesa giratoria o un triángulo. En ese mismo año se inauguraron estas últimas inversiones significativas que el Estado hizo: un coche motor para el ramal Trelew-Rawson, construido a partir de un vagón de pasajeros; 17 viviendas para ferroviarios de Puerto Madryn y 8 en Trelew; acondicionamiento de las vías y recambio del piso del muelle de Puerto Madryn.
El gobierno peronista en la década de 1950 realizó fuertes inversiones para que los talleres fabricaran y ensamblaran vehículos ferroviarios. Se llegó a fabricar furgones frigoríficos y ferrobuses derivados de vagones Familleureux de trocha 0.75 cm. Los mismos fueron provistos de un motor diésel y destinados a diferentes líneas patagónicas. Algunos de ellos como los ferrobuses y coches frigoríficos cubrieron el tramo Madryn - Dolavon y el tramo Trelew - Playa Unión. Mientras que otras unidades fueron destinadas al ramal a Punta Piedras. La actividad fabril se mantuvo constante y productos cobraron trascendencia nacional. Sin embargo, uno de los ferrobuses fue partícipe del accidente ferroviario en la Playa 99 de 1953 lo que pareció poner fin a la aventura productora.
Otra obra del gobierno peronista fue la creación del Barrio “Eva Perón”, que comenzó a habitarse en 1951 y que fue conocido como el barrio ferroviario por excelencia de Trelew. Las viviendas modernas reemplazaron a las modestas y primitivas casa de piedras creadas por la compañía ferroviaria privada en 1888. Cuando en 1961 se decidió el cierre definitivo del servicio, en el decreto por el cual el personal ferroviario fue dejado cesante se establecía que las viviendas iban a ser adjudicadas a sus ocupantes. Sin embargo, ello nunca se concretó a pesar de las intensas gestiones y reclamos realizados ante los gobiernos nacional, provincial y municipal. En cambio se argumentó de que el aspecto del barrio no era acorde con el lugar céntrico que ocupaba y que se debía modernizar la ciudad (sus frentes daban al pasaje y sus patios a la avenida principal sin cercos, veredas o aspecto prudente). Esto cobró fuerza durante la dictadura militar y las quince familias fueron finalmente desalojadas en 1977. En marzo de 1978 se comenzó a trabajar intensamente en la demolición.
En 1953, poco tiempo antes de la desaparición de este ferrocarril que estaba administrado por Ferrocarril Patagónico, con su gerencia en Puerto Madryn, se reunieron trabajadores, con el impulso del gerente del ferrocarril, para formar un club social en los galpones ferroviarios bajo el gran objetivo de dar contención a la familia de los ferroviarios. Bajo la denominación de «Club Ferrocarril Patagónico Social, Deportivo y Cultural» nace a mediados de los '50, hoy llamado Club Social y Deportivo Ferrocarril Patagónico.
En 1956 se creó la Superintendencia de Ferrocarriles y en 1958, al liquidarse la Empresa Nacional de Transportes, se constituyó la Empresa de Ferrocarriles del Estado Argentino (EFEA) agrupando exclusivamente a las seis líneas ferroviarias. En tanto el Ferrocarril Patagónico fue  incorporado a la órbita del General Roca en forma definitiva para el año 1957. En esta reorganización posterior, bajo el Ferrocarril Roca, la superintendencia de las líneas patagónicas se erigió en Puerto Madryn. Para esos años el tráfico estaba agonizando; la superintendencia realizó un correcto diagnóstico de la situación: la única solución a los inminentes cierres era la construcción del Ferrocarril Transpatagónico que nunca fue hecho. De todas formas, la nueva organización bajo el Roca  terminó de condenar a casi todas las líneas patagónicas. En apenas algunos años siguientes las clausuras comenzaron en parte con el plan Larkin y continuaron luego con Videla y Menem. Una investigación posterior al final de las líneas patagónicas expuso que las razones que llevaron al cierre de estas líneas aisladas fueron que la administración del ferrocarril desconocía el verdadero sistema de explotación de los ramales patagónicos. Además, se determinó en este estudio que el rendimiento era mínimo para la empresa y que existía una falta de renovaciones de las unidades de transportes y una carencia total de respuestas para efectuar las reparaciones necesarias.
Otro de los ramales inaugurados en los años 1950 se dio cuando se comenzó la construcción de la base Aeronaval Almirante Zar. Para esto se construyó un ramal hasta el lugar y todo el material empleado en la misma fue traído desde Puerto Madryn hasta el sitio de la obra.
Los últimos años del ramal tuvieron una dirigencia a cargo de las autoridades del Ferrocarril Roca desde Buenos Aires que terminó de condenar al sistema ferroviario en la Patagonia. Sin embargo, el ferrocarril continuó con su papel líder al detentar la delegación regional de la superintendencia seccional de tráfico en Puerto Madryn que comandaba a los ramales Central del Chubut, de Comodoro Rivadavia y de Puerto Deseado. En tanto, las otras líneas del Ferrocarril Patagónico quedaron bajo la órbita de San Antonio Oeste que agrupaba bajo su control a la Línea Económica a Esquel, la Línea Económica al Valle del Río Negro y el ramal Viedma - Bariloche.

### Los años finales del ferrocarril

#### Últimos intentos de salvar la línea
Este ferrocarril como todas las líneas al sur de Río Negro sufrieron baja rentabilidad siempre por su aislamiento. Para ser útiles tenían que traer cargas hacia y desde las ciudades del norte. Solo era posible con la ayuda de los vapores de cabotaje que hacían el viaje a hacia los puertos de Bahía Blanca o Bs As. Los camiones no tenían la necesidad de transbordar sus cargas al ferrocarril para la parte final del viaje. Lamentablemente, los servicios marineros eran lentos, irregulares y no fiables. Las cargas eran dañadas en tránsito y existía la falta de atención al cliente, con un sistema que era muy complejo. Los informes ferroviarios de los años 1950 y 1960 lamentan atentamente la imposibilidad de la explotación con los vapores. La otra cara eran los servicios con camioneros que eran vistos como rápidos, regulares y con un servicio puerta a puerta. Para completar la ecuación desfavorable las líneas patagónicas no tenían población significativa ni en la suma total de sus localidades.
A pesar de las dificultades del servicio la población de sus principales poblaciones aun utilizaba significativamente el ferrocarril en 1955. La situación fue advertida por las autoridades del ferrocarril Patagónico que en septiembre de ese año particionaron en pro de un servicio moderno y acorde con la importancia de los pueblos de Madryn, Rawson, Trelew, Gaiman y Dolavon, la adquisición de unidades diésel Ganz de trocha angosta para suplantar los actuales elementos de vía que se tienen en uso. Además, las autoridades pedían: locomotoras diésel eléctricas, nuevo edificio de la estación Trelew con nuevos galpones de cargas y de locomotoras, ampliación playa de maniobras y carga de Madryn, ampliación del muelle y señalización de toda la línea. Las peticiones no fueron consideradas al irrumpir la Revolución Libertadora con una nueva política económica contraria a Perón.
Para 1956 logró una mejoría en comparativa con 1955 en cuanto a las carga  por el transporte de caolín en torno a las 4.058 toneladas.
El último intento por salvar al viejo tren vino desde Ferrocarriles del Estado en 1957 con un informe de la Superintendencia Seccional Tráfico el 4 de febrero. En el se aconsejaba, de modo inmediato, la construcción de una vía de trocha ancha desde San Antonio Oeste. Pasaría por los yacimientos de mineral de hierro en Sierra Grande hacia Puerto Madryn. Desde esta ciudad por etapas a los ferrocarriles aislados de Comodoro Rivadavia y Puerto Deseado. La unión entre San Antonio y Puerto Madryn sería con trocha ancha de 1.676. También, se proyectó extender este tamaño de trocha por lo menos hasta Trelew, ya que en ese punto convergen y se circunscriben las operaciones comerciales de más importancia al igual que los tráficos.
El proyecto aseguraba que se obtendría tráfico de la explotación de minas de excepcional riqueza en Sierra Grande sin competencia de por medio alguno. En cuanto al transporte de pasajeros se absorbería gran cantidad de pasaje que se desplazaba por el transporte terrestre y aéreo. Además, el ferrocarril cruzaría tramos poblados con ganado. Por último, en el aspecto turístico de las playas de Madryn y Unión se potenciaría. En síntesis, lograr la unión con el ferrocarril de Río Negro sería superador al sistema ferro-marino que las líneas patagónicas aisladas usaban para su funcionamiento para sus cargas. Estas salían por puertos a través de barcos que ralentizaban, encarecían y maltrataban las cargas con la consiguiente pérdida de competitividad frente a otros medios. La propuesta comenzó a ser llamada FC Transpatagónico. Hasta el día de hoy este tema aún se recuerda y es revivido por actores políticos de momento.

#### La agonía del periodo final
Los últimos años del ramal tuvieron una dirigencia a cargo de las autoridades del Ferrocarril Roca desde Buenos Aires. La misma a su vez contaba con una delegación regional de la superintendencia seccional de tráfico en Puerto Madryn que comandaba a los ramales Central del Chubut, de Comodoro Rivadavia y  de Puerto Deseado. En tanto, las otras líneas del Ferrocarril Patagónico quedaron bajo la órbita de San Antonio Oeste que agrupaba bajo su control a la Línea Económica a Esquel, la Línea Económica al Valle del Río Negro y el ramal Viedma - Bariloche.
Prácticamente, después de 1955 los camiones y colectivos ya predominaban en forma definitiva en el transporte de cargas y pasajeros, ganándoles la competencia a los barcos y trenes patagónicos.
La construcción del ferrocarril en trocha de 1 m y posteriormente bajo propiedad del estado en trocha angosta de 0,75 m impidieron cualquier conexión con el resto de la red ferroviaria argentina. 
Otro factor de su decadencia fue la velocidad que se alcanzaba con esa trocha angosta unificada en las décadas del 30 y 40 era de un promedio de 25 km por hora lo que la hacía inadecuada para competir con el transporte automotor a partir de la progresiva introducción del asfalto en las décadas de 1950 y 1960.Para completar su decadencia estuvo el poco margen de población que servía no tardó en ser deficitaria; un balance para 1960 arrojó que los gastos ascendían a $42 876 527.00 y las ganancias solo a $ 7 867 092.00.
La rápida decadencia se explica por una cantidad de factores que afectaron a la red ferroviaria en todo el país. Las cargas que para 1956 eran de 70 931, para 1960 eran de solo 29 339; el descenso se debe a la intensa campaña competitiva que desde hace años viene ejerciendo el camión en detrimento del transporte ferro-marítimo que provoca la falta de buques en el litoral de la costa y, en consecuencia, el desplazamiento de las mercaderías generales y productos regionales por aquel conducto que, por razones tarifarias, no se aconsejaría.

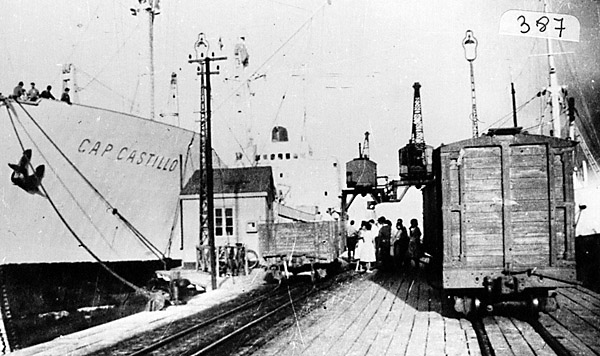
Vagón y vías del FCCC en el Muelle de Madryn

El número excedido de personal que se amplió a 300 empleados, sin ningún control, hicieron menos rentable el servicio. Esto devino que fueran constantes los reclamos por las condiciones de trabajo; todo ello tornó más impredecible aun el servicio ferroviario. A los problemas de funcionamiento del ferrocarril se le sumó la cada vez la mayor competencia del transporte automotriz y la disminución del tránsito de barcos, procesos que restaban centralidad al tren como medio de circulación.  
Hacia 1957 ya se empezaron a plantear rumores sobre su posible clausura.El sindicato no pudo responder correctamente al grave deterioro, ya que la organización obrera se había resentido tras la revolución libertadora que depuso al presidente Perón. La junta militar había dispuesto la cesantía de sus principales dirigentes, aunque en 1958, tras la victoria de Frondizi, algunos de ellos fueron reincorporados. La CGT reorganizada pasó a ser dirigida por Gilberto Hughes, en un contexto donde se presentaron diversos conflictos con las empresas y entre los mismos dirigentes sindicales, ya que tras la instalación de las primeras fábricas en la zona del valle del Chubut se integró el gremio textil a la central obrera. Todos estos cambios en el polo obrero replantearon la situación y los intereses. 
En 1959 los Informes del FC General Roca ya vaticinaban el final:  
- Hacienda: no se presentaba ningún inconveniente. Fue descripto el servicio como: "tráfico, que no reviste carácter de estable, es atendido con los elementos con que se cuenta."

- Pasajeros: fue el servicio más golpeado: "los elementos de la trocha económica no ofrecen las necesarias condiciones para el transporte de pasajeros, y especialmente resalta ello en trayectos largos, dada la excesiva lentitud de nuestros trenes, disimulándose este aspecto en los viajes cortos". Se recomendaba la implementación de ferrobuses permitiría el desarrollo más acelerado de las circulaciones, mayor confort y con capacidad adecuada. Sin embargo, el plan chocaba con los costos de retrochar cada coche motor para el ancho de 0.75. No obstante, su implementación facilitaría el desarrollo más acelerado de las circulaciones, que ofrecieran un mayor confort y con capacidad adecuada.

- Encomiendas: quedarían ventajosamente contempladas con los coches motores que se deberían sumar para pasajeros.

- Cargas: no presentaban inconvenientes. No obstante, fue se señalado como factor desfavorable el desprendimiento de sus puertos por transferencia a la Administración General de Puertos, ocurrido en el año 1957. Esta medida sumó burocracia y gravámenes que trajo complicación al usuario. Contrariamente se precisaba de una simplificación máxima para contrastar la fuerte competencia camionera.[37]

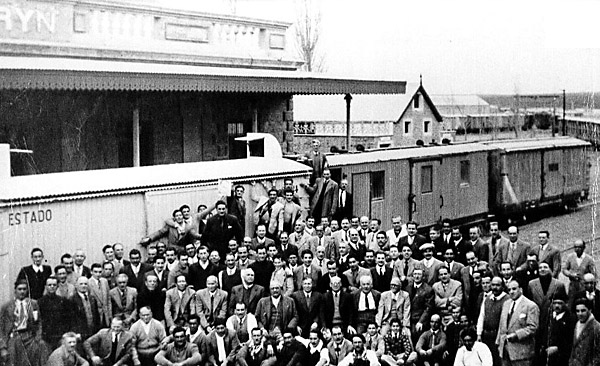
Evento especial en Madryn.

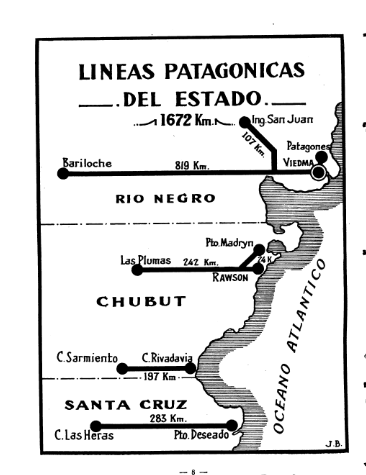
Mapas de 1936 de las 5 Líneas Patagónicas de la empresa de Ferrocarriles del Estado.

Otra de las razones para entender la rápida decadencia del ferrocarril fue que la estructura que generaba el intenso trabajo entre el ferrocarril y el transporte marítimo se mantuvo funcionando hasta finales de la década del 50 y primeros años de 1960. En esa misma década se levantan las franquicias aduaneras, desaparecen las últimas empresas marítimas de cabotaje, al igual que la Compañía Mercantil de Chubut y finalmente cierra el Ferrocarril Patagónico.
Ya con el plan Larkin en juego el país se sucumbió en una ola de protestas. Sin embargo, en la región sur no se registró enfrentamientos violentos. La huelga se realizó sin acciones en las calles, solo con ausentismo. No obstante, cuando los ferroviarios al pretendieron regresar a sus puestos, tras el fin del conflicto a nivel nacional, encontraron la clausura definitiva del ramal.
Thomas expuso en su testimonio:

En octubre hubo una huelga en toda la república, desde las provincias hacia Capital Federal. Nos movilizamos hacia allá, porque no daban cumplimiento a los reclamos de los ferroviarios y todas esas cosas. La central de Buenos Aires no quería hacer paro y hubo presión desde las provincias. La central no quería hacer, tenía sus conversaciones con el gobierno. Pero apoyaban, y al mismo tiempo tuvimos una huelga de casi cuarenta días en todo el país. Ahí aprovecharon eso para provocar los cierres de ferrocarril. Siguieron funcionando acá en Patagonia los trenes de Comodoro y Deseado, estaban en el decreto de clausura pero los sostuvieron un tiempo
Thomas, obrero ferroviario, Los ferroviarios que perdimos el tren 

El otro factor que dio muerte al ferrocarril, según el mismo ferroviario Thomas, era la poca lucha del personal. Lo que se evidenció en que las medidas de lucha, como una huelga en noviembre de 1960 no fuero convocantes. Además, su testimonio expresa la escasa reacción colectiva ante la clausura:

El problema más grave que me tocó fue cuando se clausuró el ramal en el año 61; ¡estaba solo!, acá empezaron a indemnizar a la gente, ¡la gente se fue…!”
Thomas, obrero ferroviario

Fue fundamental para el cierre el limitado apoyo de otros gremios. Los nuevos gremios textiles y metalúrgicos del norte de Chubut, ya eran la fracción más dinámica de la clase obrera regional y no estaban interesados en defender el emblema de la etapa previa a la industrialización subsidiada. Los pocos ferroviarios que buscaron generar la movilización como ciudad o región no fueron apoyados por el resto de la sociedad. Esto se explica porque el ferrocarril ya no era visto como factor de “progreso”, y ese rol lo pasaba a cumplir el proyecto industrializador, integrado al transporte automotor y a las rutas pavimentadas que conectarían la región con el norte del país.

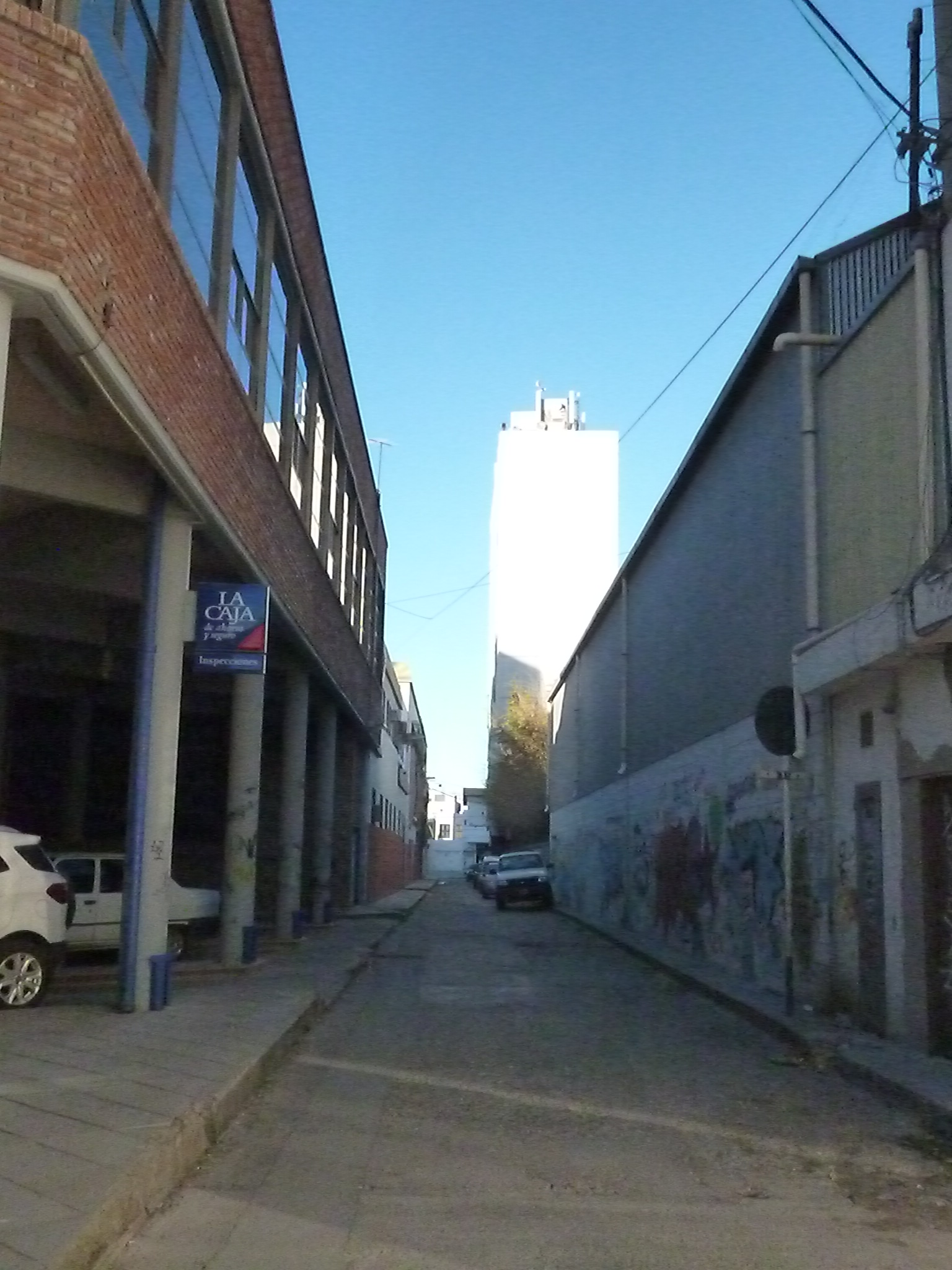
Vista actual del pasaje Tucumán de Trelew. Aquí se ubicaba el barrio ferroviario de dicha ciudad.

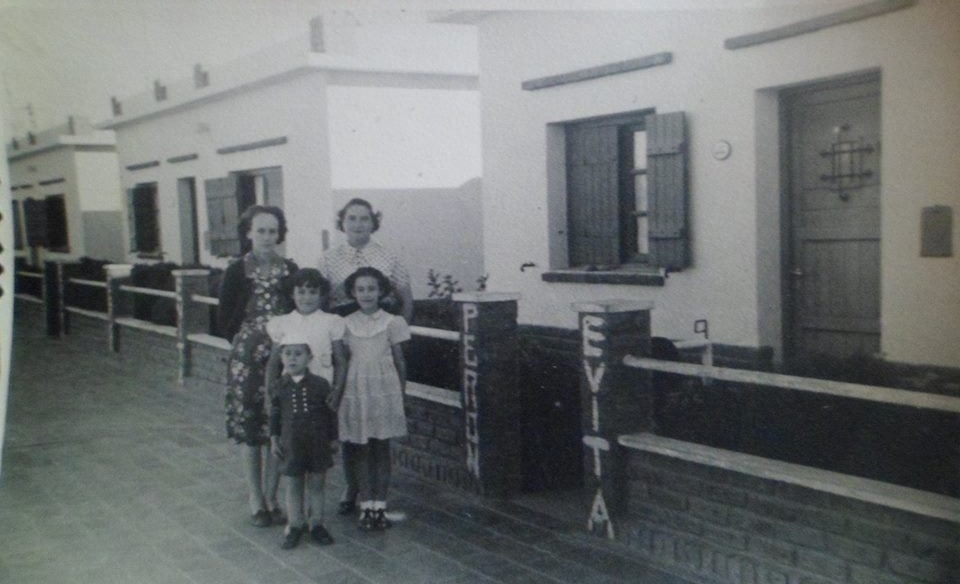
El barrio ferroviario de Trelew fue creado en 1952 por el gobierno de Perón y destruido a posteriori por los militares en los años 70.

Los ferroviarios jugaron su última carta que era la política provincial. El ferroviario Vicente Decaro testificó que los obreros ferroviarios que se negaron al cierre. Los mismos armaron una comisión de la Unión Ferroviaria y La Fraternidad. Se intentó un crear un ferrocarril provincial en tres visitas a la gobernación  a cargo de Jorge Galina. La propuesta planteada fue que el político comprara al ferrocarril. Sin embargo, el mandatario vaciló y finalmente se negó. La última propuesta comunicada al gobernador fue armar una cooperativa, a cargo de los ferroviarios. No obstante, el funcionario político ya estaba intransigente y pertenecía a la órbita partidaria de Frondizi que ordenaba el cierre. Para completar la mala situación no hubo registro escrito, toda la negociación fue de palabra. Estas gestiones ante el Gobierno de la Provincia incluyeron asambleas entre los asociados que agrupaban los sindicatos ferroviarios; con el comercio y agencias navieras en procura de llegar a concretar la rehabilitación de la línea. El mandatario provincial llegó a prometer a los ferroviarios que les iba a dar en cooperativa todo el ferrocarril para no cerrarlo. No obstante, la orden era de arriba y había que cumplirla. Años después los obreros se lamentaron al pensar que la  misma provincia se podría haber hecho cargo.

### Clausura
Si bien la línea estuvo plagada de rumores de cierres, fue definitivo que antes de1960 estaban listo los estudios que recomendaban su abandono junto con líneas vecinas como La Trochita, Línea Económica al Valle del Río Negro, el ferrocarril de Puerto Deseado y el ferrocarril de Comodoro entre otros. Tras la implementación del plan Larkin en 1961; la primera ola de cierres alcanzó al ferrocarril al Valle del Río Negro entre varios ramales clausurados. Los gremios de los ferrocarriles locales respondieron con una larga jornada de protesta pacífica; que cuando finalizó logró detener los cierres. Sin embargo, el gobierno nacional respondió clausurando al Ferrocarril del Chubut. La clausura fue sorpresiva y se dio cuando al pretender regresar a sus puestos, los trabajadores se encontraron con la clausura definitiva del ramal 28 de octubre de 1961. El ejecutivo entonces dispuso el cierre definitivo  por la nota 8.11.61 - M.O.S.P. Todo este marco  se correspondió con política de reformulación de la economía llevada a cabo por el presidente radical Arturo Frondizi. El general norteamericano Thomas Larkin, vinculado por cuenta del Banco Mundial, propuso al presidente radical Arturo Frondizi reducir de 50.000 km, suma tomada con la extensión de los ferrocarriles económicos, a 29.000 kilómetros. Así es que surgió el denominado plan, que consistía en abandonar el 32% de las vías férreas existentes, despedir a 70.000 empleados ferroviarios, y reducir a chatarra todas las locomotoras a vapor, al igual que 70.000 vagones y 3.000 coches. Gracias a la férrea resistencia gremial, las demás líneas sobrevivieron un tiempo más.
Tras el cierre del 28 de octubre, el ramal a Playa Unión vio correr el último tren a Rawson que circuló por sus vías por última vez.
El presidente Frondizi aceptó el Plan Larkin, que era avalado por el Banco Mundial. Así se inició la masiva erradicación de locomotoras a vapor y una larga serie de cancelaciones y levantamiento de vías.
La nueva propuesta económica produjo numerosos cierres en la red ferroviaria argentina.

### Intento de racionalización pos clausura
Tras su cierre se repensó toda su estructura para una posible reapertura futura. Se realizaron diversos cálculos a partir de 1960, el último año de actividad. 
El plan proponía medidas que desembocarían en la constitución de una cooperativa formada por parte del personal de la línea, o bien con el arbitrio de otras soluciones que surgieran del orden Nacional o Provincial. Uno de los puntos preocupantes fue el déficit producido por su gran cantidad de empleados. En el momento de su cierre había 300, pero para un ferrocarril de este tamaño 30 hubieran sido suficientes. De aplicarse el plan a rajatabla los gastos se hubieran reducido a la mitad, mientras que las ganancias pudieron haber sido de más del doble. Por lo tanto, el servicio podría haber sido más rentable. Lo último que se recomendaba era la paralización de los servicios, ya que atentaba contra el resultado por las desviaciones de tráfico que se producirían.
Durante el lapso de 1958-1961 se llamó a negociación a los representantes de los trabajadores del ferrocarril. No obstante, la labor de Frondizi fue implacable con los trabajadores; ya que las reuniones celebradas en Buenos Aires para intentar defender el ramal, fueron presididas por representantes del Banco Mundial actuando más como decisores que como consejeros.
El material rodante fue vendido como chatarra, transferido a otras líneas o simplemente abandonado.

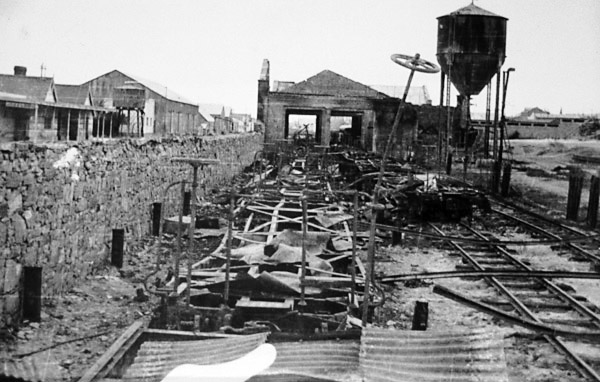
Las instalaciones y material rodante de Trelew desbastadas por el incendio intencional que condenó a todo el ferrocarril.

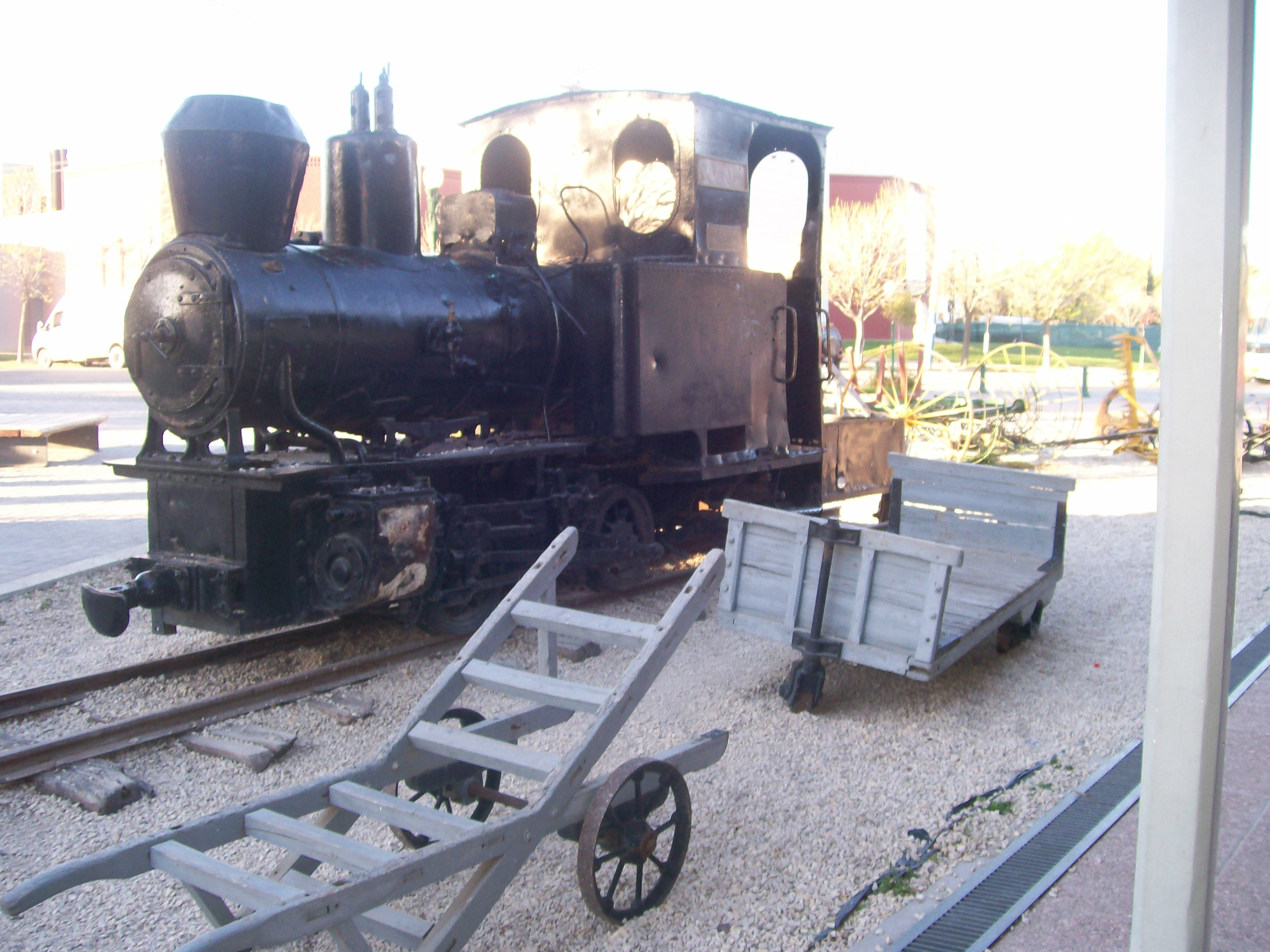
Locomotora 0-4-0T Orenstein exhibida en Trelew.

### Después de la clausura

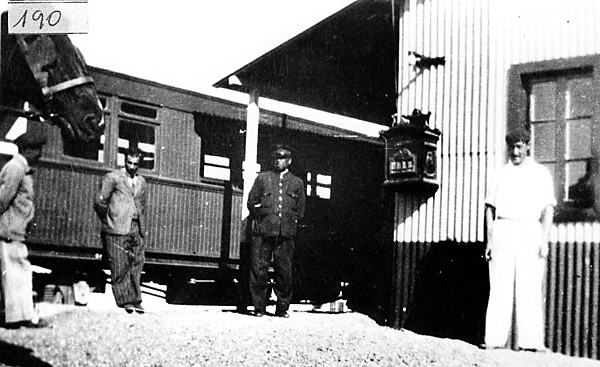
Estación Rawson, hoy desaparecida.

Cuando ya estaba decidida la clausura los ferroviarios tuvieron que cobrar sus indemnizaciones. Sin embargo, debieron viajar a Madryn y los extrabajadores organizaron el último viaje del ferrocarril. Ese día un coche motor llevó a los ferroviarios y familiares a la ciudad portuaria.
Entre 1961 y 1962 fueron transferido al Ramal Ferro Industrial Eva Perón cincuenta vehículos, entre locomotoras, vagones y coches; uno era el del gerente de la línea. También se envió un coche con baño, cocina, un salón, incluso con cama y pequeños lujos. Otro coche con 12 butacas de clase pullman, restauradas y uno más con dos camas, cocina y baño. También otros chárteres que se acomodaban al tren carguero. Casi todos fueron usados por funcionarios, especialmente los relacionados con YCF; lo hacían en trenes chárter, con tres coches de pasajeros. 
Para 1962 una autora local comentaba que los yacimientos ferríferos de Sierra Grande en Río Negro, tendría de embarcadero a Madryn se estimaba que en 1965, ya funcionara un ferrocarril de 154 km de Sierra Grande a Madryn y las obras del puerto de aguas profundas se hallarán muy adelantadas. Esta obra permitiría a Madryn ser el gran puerto de mar hacia donde convergerá toda la producción de la zona, no sólo hierro, también minerales diversos y cemento.La obra nunca fue concretada y el puerto que se eligió fue el de  Punta Colorada.
Se pensó para 1964 una rehabilitación, pero encontró fuerte rechazo en la empresa local de autobuses. Las vías estaban intactas y el material rodante estaba resguardado en los galpones de Trelew. La esperanza pronto se desvaneció por un misterioso incendio que quemó totalmente a quince coches. Este fue el golpe de gracia para el Central.  El hecho fue intencional, pero nunca se dio con los culpables, pese a que la mayoría señalaba que los interesados en sepultar definitivamente el tren eran los propietarios del servicio de autobús.
En el libro Los Ferroviarios que Perdimos el Tren la situación fue bien descripta y es calificada como el fin definitivo del ferrocarril::

Pese a todo siempre quedaba la esperanza que el material rodante que se encontraba guardado en los galpones algún día podríamos verlo en movimiento. Así llegamos hasta aquella tarde negra, tan negra como el humo que partía de Fontana y Jonesen donde se encontraba el "galpón de abrigo" como lo llamábamos. 
Allí ardía todo ¡los casi 100 metros de largo que tenían las instalaciones eran presas de las llamas ¡no se quemaba un sector o un vagón, allí ardía todo a la vez, veinte coches de pasajeros y algunos furgones! ¡allí se quemaban las últimas esperanzas de ver en marcha el trencito! (....) Solo quedaron sepultados rieles y durmientes y al poco tiempo fueron vendidos.
Víctor Ibáñez

### Desmantelamiento
Con la llegada de gobiernos que pretendieron más racionalización, se procedió a desmantelar vías entre 1969 y 1974. De este modo, Onganía  en su primer año inició el desmantelamiento con levantamiento de vías y otras infraestructuras. Esto terminó haciendo irreversible la clausura. La última porción vial estaba en el túnel de Gaiman.
Para 1975 aún existían vagones de carga, una Henschel 2-8-2/4-4, dos Henschel 0-6-0T y un tanque grúa abandonados en Puerto Madryn. Se explotaban unos vagones sobre el muelle, también en el galpón de almacenaje.
El barrio ferroviario de Trelew, con frente sobre la avenida Fontana y las calles San Martín y Roca, correría la misma suerte de su ferrocarril. Pese a que fue habilitado entre 1951 y 1952. El argumento esgrimido para su destrucción fue el aspecto del barrio no era acorde con el lugar céntrico que ocupaba y con las pretensiones de ‘progreso’ y ‘modernización’ de la ciudad, cobró fuerza durante la dictadura militar y las familias fueron finalmente desalojadas en 1977. En marzo de 1978 se comenzó la demolición.
Hoy en día el sitio del antiguo barrio está ocupado por edificios de departamentos (como el Edificio Fénix). Según los testimonios de los ocupantes entre 1977 y 1978 las familias que residían aún en las casas tuvieron que soportar amenazas de los militares para que dejasen sus hogares.
Tras la desactivación de la línea los pobladores iniciaron el levantamiento de las vías para corrales, casas y otros. Actualmente estos corrales de durmientes y los terraplenes son los pocos vestigios de que existió este ferrocarril.

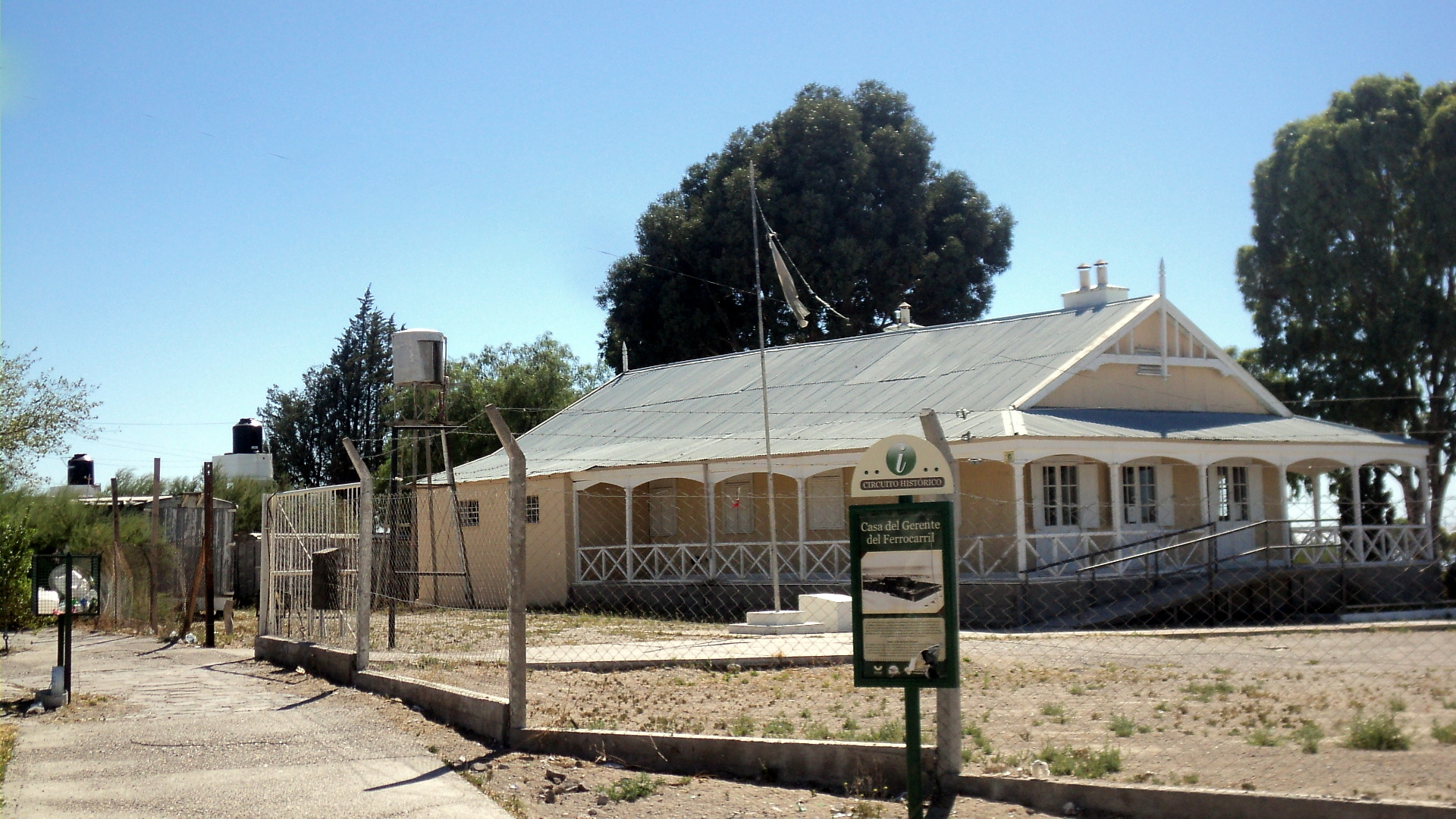
En inmediaciones a la estación la gerencia del ferrocarril Central del Chubut, hoy casa de cultura. A su alrededor aún hay vagones de carga, pero sin ejes.

Algunas de las estaciones siguieron en uso. Por ejemplo, las de Trelew y Puerto Madryn funcionaron algunos años como terminal de ómnibus. Tanto la estación Trelew, como la de Gaiman, actualmente funcionan como museos. La estación Rawson fue desmantelada, mientras que las estaciones ubicadas desde Campamento Villegas hasta Las Plumas se convirtieron en cascos de estancias. La estación Playa Unión se conservó como comisaría de la Policía de la Provincia del Chubut.En 1993 el consejo deliberante de la ciudad de Rawson  proclamó monumento histórico municipal al Puente Ferroviario Rawson-Playa Unión que se encuentra pasando este punto camino a Playa Unión. Siendo uno de los pocos puntos ferroviarios resguardados y visibles.

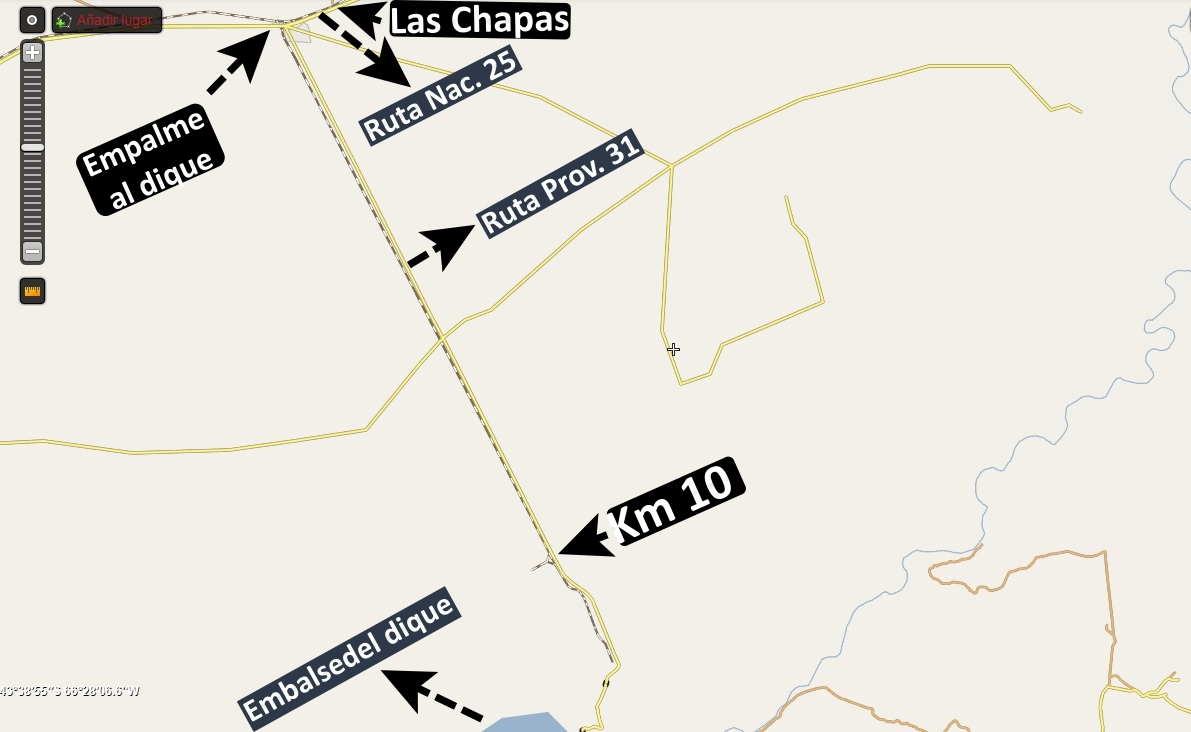
Mapa del ramal al Dique subsidiario de este ferrocarril con todos sus puntos y los aspectos más relevantes que lo rodean.

## Consecuencias de su desactivación
La gran consecuencia de su desactivación fue un gran número de trabajadores desocupados, aproximadamente 300, pero lo más hiriente fue que dejó en esta región el gusto de un esfuerzo de muchos años que terminó en la nada.
Según algunos historiadores el cierre del ramal no repercutió en lo económico, ya que hacía tiempo que el transporte automotor y el mejoramiento de las rutas venían quitando al ferrocarril cargas y los pasajeros.  Sin embargo, otros historiadores afirman que el impacto de la desocupación fue notorio y  levantamiento del ramal inició un lento y dificultoso proceso de emigración. Por último, el ferrocarril atravesó la vida cotidiana de los pueblos  a los cuales servía, por lo que su cultura e identidad también fue dañada con su cierre.
A más de 50 años de su clausura, se estima que actualmente haría de la zona un corredor turístico y su conexión con la red nacional lo convertiría en un importante nexo con la cordillera y un excelente paso para las zonas más australes. En Trelew aún permanecen sin obstáculos tres puntos cardinales que permiten replantear la posibilidad de un ramal. Actualmente, a lo largo del trazado existen construcciones edificadas sobre el espacio que antes ocupaban los rieles. Durante más de medio siglo el ferrocarril fue un elemento fundamental para el desarrollo regional del valle inferior del río Chubut y no deja de ser recordado como tal a pesar del tiempo transcurrido.

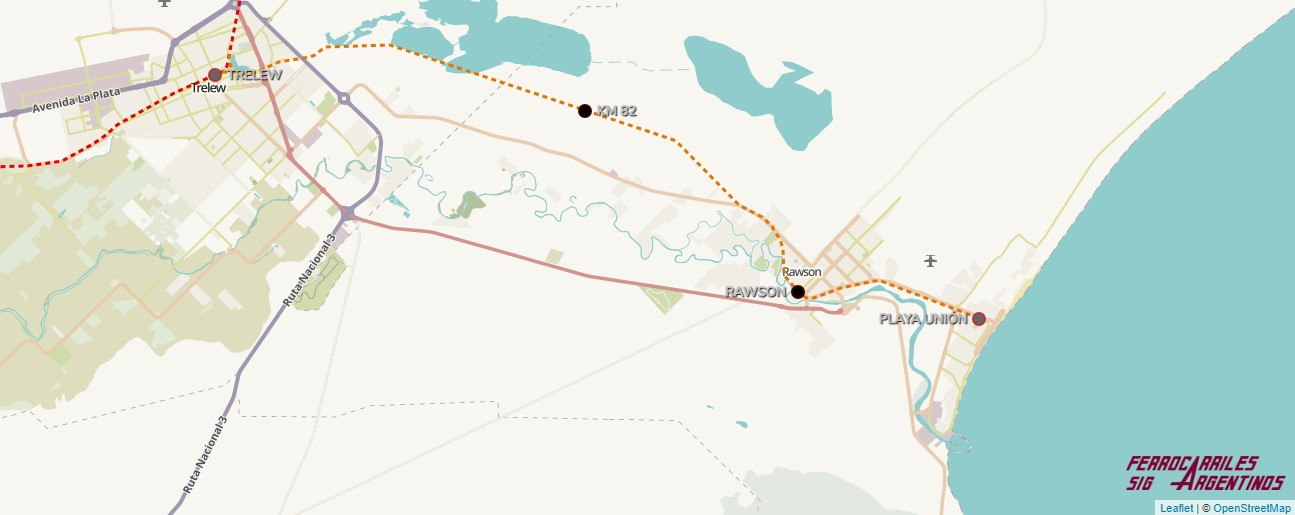
El ramal a Playa Unión en un mapa actual con sus principales puntos.

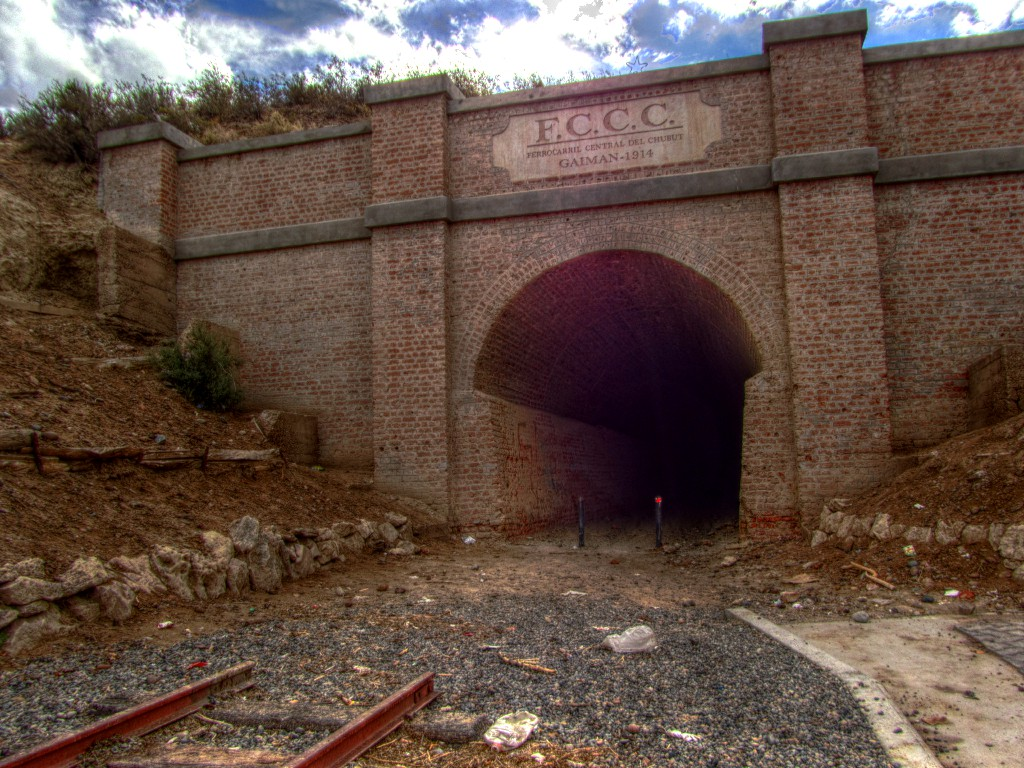
El Túnel de Gaiman es unos de los últimos puntos que conserva vías y tiene una protección de carácter de bien histórico.

## Funcionamiento del ferrocarril
Un análisis de itinerarios, guías e informes de este ferrocarril a lo largo del tiempo demuestra como fue variando sus líneas, horarios y cabeceras. En un primer momento Madryn era solo punta de rieles, y en otros determinados años la cabecera del ferrocarril. Esto se explica en que el verdadero papel de derivador de las líneas y recorridos fue cedido a Trelew por ser clave en el ramal a Rawson, al tramo restante del valle del Chubut y a la otra punta de rieles de Alto de Las Plumas. 
En 1915 el primer informe de horarios mostró la existencia de 3 tipos de líneas de Trelew a Madryn y de Trelew a Dolavon  y de Madryn a Dolavon. La primera de las líneas abordaba el viaje de Madryn a Trelew corría martes y sábados desde las 7:00 horas con arribo a las 9:40 horas. La segunda línea de Trelew a Dolavon funcionaba lunes, miércoles y viernes; partiendo a las 7:30 y con arribo a las 8:30. También, partía de tarde desde las 15:30 con llegada a Dolavon a las 17:00 horas. Por último, la línea de Madryn a Dolavon realizaba el viaje completo del ferrocarril los miércoles. Esta línea partía desde la estación matriz desde las 7:00 y arribaba a la punta de riel Dolavon a las 17:00 horas.
Un segundo informe del año 1928 mostró al ferrocarril dividió en dos líneas. Desde Madryn partía los martes, miércoles y jueves  la línea «Central del Chubut» con destino a Dolavon, previo paso por las intermedias. El viaje salía desde la estación matriz y arribaba a destino a las 12:05 con una gran mejora de tiempo. En tanto, el tren tardaba en unir Madryn con el apeadero Desvío Kilómetro 35 1:25 minutos y con Trelew 2:30 con leve mejora. Este viaje contenía una sub línea que partía los días lunes y viernes a Gaiman a las 7:30 y arribaba a destino a las 11:30.
La segunda era llamada «A Colonia 16 de Octubre». Aunque el tren no arribaba a dicha colonia, lo hacía en combinación con buses. Esta línea los días lunes y viernes recorría el resto del tendido hasta Alto de Las Plumas. Sin embargo, el punto de salida era Rawson y no Madryn. El viaje iniciaba a las 9:25 y culminaba a las 18:57. Otros viajes contenidos en esta línea era los servicios diarios de Trelew-Rawson de 40 minutos y Rawson a Dolavon que partía a las 18:00 y culminaba a las 20:07. El informe también arrojó por primera vez que dos puntos del ferrocarril Campamento Villegas y Laguna Grande dejaron de recibir la visita obligada del tren en algunos días. Desde este informe las situaciones de languidez se repetirían en varios puntos de este ferrocarril, dejando de recibir el arribo obligatorio de los trenes por estar en declive o simplemente siendo clausurados.

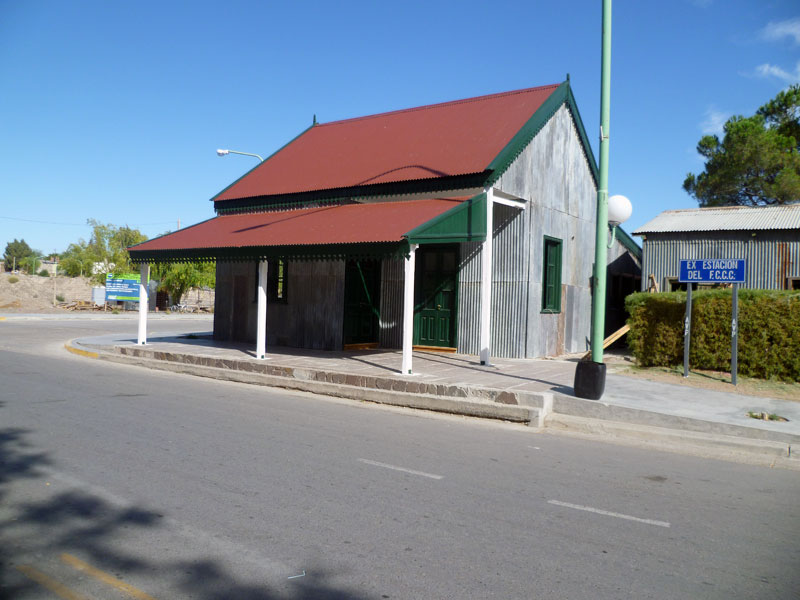
El edificio de la antigua estación Dolavon sin vías y profundamente urbanizado.

Un tercer informe de 1930 expuso unificadas las dos líneas anteriores y puso a Madryn como cabecera. El viaje partía los lunes y viernes de estación Puerto Madryn a las 7:30 y arribaba a Las Plumas a las 19:35. Se vio también como Rawson perdió el protagonismo frente a Trelew, que se mostró eje de otras líneas. La primera de Trelew a Gaiman iniciaba los lunes y viernes a las 13 horas y llegaba a destino a las 13:35. En tanto, la línea de Trelew a Dolavon salía diariamente a las 18:55 con arribo a las 20:17. Por otra parte, el ramal a Playa Unión se limitó a describir el tramo Trelew - Rawson que se mantuvo sin modificación, pero mostró gran cantidad de horarios y combinaciones. Por último, Madryn continuó martes y sábados con el viaje a Gaiman sin alteraciones como en 1928 y sumó una línea a Dolavon que hacía el mismo viaje a Gaiman los miércoles y jueves, pero con punta de riel en Dolavon y con culminación a las 12:05. La situación de Campamento Villegas y Laguna Grande mejoró con retorno de la visita obligada del tren. No obstante, el apeadero Kilómetro 95 se volvió opcional de recibir las visitas de los servicios ferroviarios. 
En 1934 se mostró por primera vez la línea Madryn - Trelew; la misma partía desde las 8:30 todos los días, menos los miércoles y domingos en tren mixto con arribo a las 10:50. Los domingos se ejecutaba un servicio desde 20:00 con arribo a Trelew 22:20. Por otra parte, desde Puerto Madryn el viaje principal de la línea partía a las 8:30 los miércoles con arribo a Alto de las Plumas 20:15. Por otro lado la línea Trelew - Dolavon mostro una gran consolidación con dos servicios diferenciados: lunes, martes, jueves y viernes a las 19:30 con arribo a las 20:55 se proveyó un tren mixto. Mientras que los ferrobuses hicieron su aparición para complementar el servicio desde 19:30 a 20:20 los sábados y los domingos con una salida desde las 21:03 con arribo a Dolavon a las 22:05. En cambio. Por último, el ramal a Playa Unión fue descripto en profundidad e introdujo la novedad de los ferrobuses. El ramal tenía un servicio de diez trenes mixtos cada semana, y en adición, nueve viajes por coche motor. Había tres trenes desde Trelew por día en la mayoría de los días desde las 9:05, 11:25, 15:00 y 17:00, mientras que el arribo a Playa Unión tardaba en coche motor 40 minutos y 55 minutos si era a vapor. La situación de declive del ferrocarril continuó en estación Laguna Grande, Las Chapas y Campamento Villegas se vieron clausuradas. También, se vieron afectados los apeaderos Kilómetro 95, Kilómetro 35 y Kilómetro 161 que se volvieron opcional de recibir las visitas de los servicios ferroviarios. Finalmente, uno de los aspectos más destables de este itinerario es que mencionó por primera vez a los desvíos Kilómetro 11, Kilómetro 22, kilómetro 50, Kilómetro 114, Kilómetro 122 y Kilómetro 141. Por último, el documento clasificó todas las estaciones del ramal en dos grupos de importancia con diferente caligrafía:
- Caligrafía simple para estaciones poco significativas: Todos los desvíos, Laguna Grande, Las Chapas, Playa Unión, Cañadón Iglesias y Campamento Villegas.
- Caligrafía en negrita para estaciones significativas y con poblaciones: Puerto Madryn, Trelew, Gaiman, Dolavon, Boca de la Zanja, Alto de las Plumas y Rawson.

El quinto informe de 1936 constató la mejoría en los tiempos de los viajes a vapor y vio consolidados a los ferrobuses. El viaje a Las Plumas iniciaba los miércoles a las 8:45 y culminaba 19:30 y regresaba los jueves desde Altos de las Plumas desde las 7:30 con arribo a Madryn a las 17:30. La línea Puerto Madryn-Dolavon optimizó su tiempo iniciando los lunes a las 8:45 y culminando a las 12:50. Este informe arrojó que se suspendió la línea de Madryn a Gaiman. Se sumó una línea de Madryn con salida los jueves y sábado a las 8:45 y arribaba a Trelew 11:05. El viaje de Trelew a Rawson se acortó y pasó a 30 minutos. En tanto, los trenes mixtos cubrieron la línea de Trelew a Dolavon los martes y viernes de 11:25 a 12:50 y ferrobuses hacían este viaje los lunes, martes, viernes y sábado. 
El informe confirmó el declive del ferrocarril con varios puntos clausurados o puestos como opcionales de para de los trenes. La situación de Kilómetro 95, Kilómetro 35 y estación Cañadón Iglesia siguieron clasificadas como paradas opcionales de servicios ferroviarios. Al lo que se sumó que el apeadero Kilómetro 141 y estación Laguna Grande volvieron a la situación del informe de 1928 y dejaron de recibir la visita obligada del tren en algunos días. A su vez Las Chapas y Campamento Villegas se volvieron a mostraron clausuradas o reducidas a apeaderos. 
El sexto informe del 1 de abril de 1938 expuso leves variaciones. El viaje principal partía los miércoles desde Madryn a Las Plumas a las 8:00 horas para arribar a las 19:30 horas. Mientras que la línea Puerto Madryn-Dolavon se realizó solo los lunes desde las 8:00 con arribo a 12:50. Luego, se retornaba desde las 13:05 con llegada a Madryn a las 17:30 el mismo día. Por otro lado, la línea Trelew-Dolavon se ejecutó con trenes mixtos los lunes y martes desde las 11:25 con arribo a las 12:50 y el jueves desde 17:40 con arribo a las 19:00. En tanto, los tiempos de arribo mejoraron con ferrobuses lunes, martes, viernes y sábado desde las 17:40 con arribo a las 18:40 a Dolavon. Por otra parte, línea Madryn - Trelew volvió a presentarse. La misma partía desde las 8:00 jueves y sábado en tren mixto con arribo a las 10:50. La última de las líneas descriptas fue el servicio Trelew - Rawson. Los ferrobuses partían los miércoles de Trelew a las 9:05 con arribo 9:35 a Rawson. Luego el regreso se emprendía en el día desde las 9:45 con arribo a las 10:15 a Trelew. También, se salía diariamente menos los domingos; desde las 10:30 para arribar a las 11:00. El regreso se producía a las 13:00 con arribo a Trelew a las 13:30. El último viaje en ferrobús se ejecutaba miércoles y sábados desde las 16:00 con arribo a las 17:30. El retorno se producía a las 16:45 con llegada a las 17:15 a Trelew. Dentro de la misma línea el servicio igual fue asistido por trenes mixtos los días lunes, martes, jueves y viernes con salida desde Trelew a las 16:00 con arribo a Rawson a las 16:35. Mientras que en el mismo día a las 16:50 se llevaba a cabo el retorno a Trelew.
El itinerario de Ferrocarriles del Estado del 15 de diciembre de 1940. El viaje principal partía los miércoles desde Madryn a Las Plumas a las 7:45 horas para arribar a las 19:30 horas; mientras que el regreso se emprendía desde Las Plumas los jueves las 7:00 con llegada a Madryn a las 17:30. Por otro lado, la línea Puerto Madryn-Dolavon se realizó los lunes y sábados desde las 7:45 con arribo a 12:40. En tanto, se retornaba desde Dolavon a las 13:00 con llegada a Madryn a las 17:30 el mismo día. Por otra parte, la línea Trelew-Dolavon se ejecutó con trenes mixtos los sábados con partida 18:50 y arribo a las 20:10 ; mientras que el domingo el servicio partía desde las 21:10 y finalizaba a las 22:10 . En la misma línea el viaje también se podía hacer los lunes, martes, jueves y viernes en coche motor desde las 18:10 con arribo a las 19:50. La última línea de la vía principal descripta fue la que ejecutaba el tramo Madryn - Trelew, la misma partía los jueves desde las 7:45 y arribaba a Trelew a las 10:05 y se ofrecía un servicio los domingo desde las 19:00 con arribo a las 21:00. En tanto, los regresos se producían desde Trelew los domingo a las 9:00 y llegada a Madryn a las 11:00; mientras que los miércoles el servicio partía 15:10 y llegaba Madryn a las 17:30. Asimismo, fue presentado en su totalidad el ramal Trelew - Playa Unión. Los ferrobuses partían los miércoles de Trelew a las 9:10 con arribo 9:40 a Rawson. Además, los ferrobuses hacían el tramo completo hasta Playa Unión martes, jueves, viernes y sábados saliendo desde Trelew a las 9:10 y finalizando en Playa Unión. El mismo viaje tenía una variación partiendo los miércoles 10:30 para finalizar a las 11:20. El último aspecto del ramal a Playa Unión es que era conectado por trenes mixtos diariamente los domingos desde las 16:30 con arribo a las 17:25; también los domingos estos trenes partían desde las 9:10 para llegar 10:05 y contaban con una salida intermedia desde las 14:30 para llegar 15:10. También, estos trenes ejecutaban salidas los lunes 9:10 con arribo al balneario a las 10:10. En cuanto al ferrocarril se informó que solo las estaciones principales y algunos desvíos y apeaderos contaban con edificaciones; quedando sin edificaciones: los desvíos kilómetro 11, kilómetro 22, kilómetro 35, kilómetro 50, kilómetro 95 y kilómetro 161. En tanto, en el ramal a Playa Unión el empalme a Playa Unión, kilómetro 78 y Playa Unión no contaban con edificaciones. Por último, se presentó de nuevo a las estaciones: Las Chapas, Campamento Villegas y Laguna Grande como clausuradas o reducidas a apeaderos; mientras que los desvíos kilómetro 35, kilómetro 95 y Cañadón Iglesia se mostraron como paradas optativas nuevamente.
El informe del 15 de abril de  1942 no brindó grandes variaciones con el de 1938. Solo se ratificó que el servicio partía los miércoles  desde Madryn a Alto de Las Plumas a las 8:00 horas para arribar a las 19:30 horas. Mientras que la línea Puerto Madryn-Dolavon  se realizó los lunes y sábados desde las 8:00 con arribo a 12:50. Por otro lado, la línea Trelew-Dolavon se ejecutó con ferrobuses diariamente los  desde las 09:05 con arribo a las 09:35. En tanto, los días lunes, miércoles y sábado el servicio se efectuaba con trenes mixtos que partían a las 16:00 y arribaban a las 16:35 a Rawson.
El itinerario de 1946 es uno de los más completos que abordó al ferrocarril. En el informe se comunicó la continuidad de existencia de la línea a Colonia 16 de octubre y la del Central del Chubut. El viaje principal  partía siempre en trenes mixtos de cargas y pasajeros. Se hacía los miércoles saliendo de Madryn a las 7:30 para culminar en Altos de Las Plumas a las 19:30. El regreso se producía el jueves desde 7:00 con arribo a Madryn a las 18:30. El tiempo de 12 horas de viaje se debió a que el mismo se hacía a vapor. Por otro lado, se expuso otras líneas de Madryn a Trelew, de Trelew a Dolavon y de Madryn a Dolavon o Boca de Zanja con servicio condicional. La primera de Puerto Madryn a Trelew se realizaba los jueves desde 7:30 con arribo a las 9:45 y los domingos con salida desde 19:20 y arribo a Trelew a las 21:20.
La segunda línea partía de Trelew todos los días menos los domingos desde las 20:35 con arribo a las 21:43 y solo los domingos desde las 21:35 con arribo a Dolavon a las 22:43. 
La última línea partía desde Madryn los lunes y sábados  desde 7:30 con servicio condicional que podía culminar en Dolavon a las 11:40 o en Boca de Zanja  a las 12:30. Se mostró un leve empeoramiento de los tiempos del ferrocarril y las estaciones y apeaderos que estaban después de Boca de Zanja no mostraron gran actividad. De este modo, Las Chapas, Laguna Grande y Campamento Villegas fueron reducidas a apeaderos o clausuradas. Mientras que los desvíos Kilómetro 161, Kilómetro 35 y Kilómetro 95 pasaron a ser paradas optativas de los servicios ferroviarios. Por último, el documento clasificó todas las estaciones del ramal en dos grupos de importancia con diferente caligrafía:
- Caligrafía simple para estaciones poco significativas: Todos los desvíos, Laguna Grande, Las Chapas y Campamento Villegas.
- Caligrafía en negrita para estaciones significativas y con poblaciones: Puerto Madryn, Trelew, Gaiman, Dolavon, Playa Unión, Cañadón Iglesias, Boca de la Zanja, Alto de las Plumas y Rawson.

El mismo itinerario con fecha el 15 de diciembre de 1946 fue presentado por otra editorial y en el se hizo mención menos detallada de los servicios de pasajeros de este ferrocarril. La diferencia principal es varios puntos como estaciones y apeaderos con otros nombres. Algunas de las diferencias más notables fueron la ausencia de los desvíos kilómetro 11, kilómetro 22, kilómetro 50, kilómetro 132 y kilómetro 141.
El 10 de diciembre de 1948 fue presentado otro itinerario. El mismo mantuvo condiciones similares que su antecesor. Sin embargo, trajo la novedad que se describió el viaje de cargas por primera vez. Este viaje tenía paradas en todos los puntos hasta la punta de riel y la particularidad que iniciaba en Trelew los martes desde las 9 en forma condicional para finalizar en Altos de Las Plumas a las 17:15; mientras que el  regreso se producía los viernes desde las 8:25 con arribo a Trelew a las 15:55. En cuanto al viaje completo, iniciaba en Madryn a los jueves desde las 7:40 y finalizaba en Altos de las Plumas a las 18:20. El regreso se producía los viernes desde las 9:20 con arribo a Madryn a las 19:20. La línea Madryn - Trelew se ejecutó con trenes mixtos los lunes y viernes de 7:40 a 10;00 y los domingos de 18:10 a 19:58. Por otra parte, la línea Madryn - Dolavon se llevó a cabo con trenes mixtos los miércoles y sábados de 7:40 a 12; mientras que el regreso se producía en los mismos días desde las 12:55 con arribo a Madryn a las 18:30. Por otro lado, la línea Trelew - Dolavon se realizó con trenes mixtos de lunes a sábados desde las 19:20 con arribo a Dolavon a las 20:20 y el domingo de 20:40 a 21:50. En tanto, el viaje de vuelta se desarrollaba todos los días desde las 7:15 con arribo a Trelew a las 8:20. La última línea descripta fue la que surcó el ramal a Playa Unión. La misma presentaba una división interna: Siendo Rawson punta de riel el coche motor partía los días hábiles desde Trelew a las 6:25 finalizaba en Rawson 6:55 y todos los días partía de Trelew a las 18:35 para alcanzar 19:05 la capital. Asimismo, el regreso se producía los días hábiles desde las 7:15 con arribo a Trelew a las 7:45 y todos los días menos los domingos desde 19:40 con finalización en Trelew a las 20:10. La última sección de la línea tenía como destino Playa Unión; siendo un viaje ejecutado en coches motor  todos los días desde las 10:40 con arribo al balneario a las 11:25. El regreso se producía desde las 13:00 con arribo a Trelew a las 13:45. En tanto, trenes mixtos ejecutaban el viaje todos los días saliendo desde Trelew a las  8:35 y 13:50 para alcanzar el balneario a las 9:25 y las 14:40. El viaje de regreso todos los días desde las 13:00 y las 18:05 y los domingos desde las 18:55 y las 9:35. Por último, el documento presentó por primera vez el desvío kilómetro 81; mientras que por otro lado kilómetro 35, Boca de la Zanja, Trelew y Puerto Madryn fueron signados como puntos de carga de agua.
Para el último informe de horarios de noviembre de 1955 se volvió a ver disociada a la estación Madryn del resto de las líneas. La situación de los puntos del ferrocarril  mejoró sin estaciones clausuradas o reducidas a apeaderos. No obstante, Kilómetro 95, estación Cañadón Iglesia y Kilómetro 141 continuaron siendo puntos optativos dejando de recibir la visita obligada del tren en algunos días. A su vez, Kilómetro 81 y Kilómetro 192 se sumaron a estos puntos optativos evidentemente mermados. Por último, en este informe se comunicó que se anuló la línea Madryn-Trelew, Madryn-Dolavon y Madryn dejó de ser cabecera del viaje de larga distancia. Solo se aludieron 3 líneas para todo el ferrocarril:
- Servicio de pasajero de larga distancia: corría los miércoles desde las 10:30 de Trelew en trenes mixtos hacia Las Plumas con arribo a las 17:43. El regreso se producía los jueves  desde Las Plumas 10:00 con arribo a Trelew a las 16:53.
- Línea de Trelew a Rawson: culminaba diariamente en Playa Unión solo en época de verano con uso exclusivo de ferrobuses. El viaje partía de Trelew a las 14:20 con arribo al balneario a las 15:15.
- La línea de Trelew a Dolavon: se desenvolvía de lunes a sábados corría desde las 17:45 y culminaba a las 19:00 horas.

## Localidades en su recorrido y geografía del recorrido
Algunas de las cuales fueron fundadas por el paso del tren como Campamento Villegas y la Villa Dique Florentino Ameghino. Otras como las del valle del río Chubut ya existían. En los últimos años del ferrocarril la Gobernación Militar de Comodoro Rivadavia confección en 1950un listado de todas las localidades que prevalecían en todo el recorrido de la línea. El ferrocarril en sus primeros 70 kilómetros desde Puerto Madryn recorrió un paisaje árido. No obstante, todo cambiaba al entrar en el valle que forma el río Chubut, desde Trelew, Rawson (por intermedio de su ramal subsidiario) y los pueblos de Gaiman y Dolavon. Luego el paisaje volvía a enfrentar el clima y paisaje árido patagónico saliendo del valle en kilómetro 125 hasta el final de la línea en Alto de Las Plumas.
| Nombre                          | Tipo                | Importancia y Estado Actual | Grado de peso poblacional    |
| ------------------------------- | ------------------- | --- | ---------------------------- |
| Puerto Madryn                   | Municipio           | Es una ciudad, la tercera de la provincia. Punta de riel y puerto que evacuaba toda la producción, albergó la gerencia del ferrocarril. Es la ciudad más turística de la provincia. | Alto, la segunda más poblada |
| Trelew                          | Municipio           | Aportó gran producción rural. La ciudad más poblada del ferrocarril, segunda de la provincia y cabecera del núcleo del Valle del Chubut                                             | Alto, la más poblada         |
| Rawson                          | Municipio           | Capital de la Provincia, con gran aumento de la población los últimos años. | Alto, tercera localidad      |
| Playa Unión                     | Localidad-Barrio    | Punto de gran arribo de pasajeros por sus playas y una de las dos únicas localidades marítimas del ferrocarril. Hoy es un barrio-localdiad parte del aglomerado de Rawson.          | Bajo                         |
| Dolavon                         | Municipio           | Fue temporalmente punta de riel. Aportó gran producción rural. Forma el núcleo poblacional del Valle del Chubut.                                                                    | Medio                        |
| Bryn Crwn                       | Localiada Rural     | Hoy es una zona que agrupa diferentes chacras productivas. | Bajo                         |
| Gaiman                          | Municipio           | Fue punta de riel y aportó gran producción rural. Forma el núcleo poblacional del Valle del Chubut, ocupa el cuarto puesto sin contar a Playa Unión.                                | Medio                        |
| Villa Dique Florentino Ameghino | Comisión de Fomento | Villa cercana al dique. Hoy es un punto de interés turístico. | Bajo                         |
| Boca de la Zanja                | Localidad rural     | Sus actividades se centraban en torno a la explotación minera de piedras y minerales. Hoy está deshabitada.                                                                         | Bajo                         |
| Campamento Villegas             | Localidad rural     | Sus actividades se centraban en torno a la explotación minera de piedras y minerales. Hoy está deshabitada y vuelta un paraje                                                       | Bajo                         |
| Cañadón Iglesia                 | Localidad rural     | Sus actividades se centraban en torno a la explotación minera de piedras y minerales. Hoy está deshabitada y vuelta un paraje                                                       | Bajo                         |
| Las Chapas                      | Localidad rural     | Fue vital para la construcción del dique provincial. Actualmente está deshabitada y vuelta un paraje.                                                                               | Bajo                         |
| Laguna Grande                   | Localidad rural     | Deshabitada y reducida a un paraje. | Bajo                         |
| Alto de Las Plumas              | Localidad rural     | Punta de riel. Fue un pequeño caserío a 15 kilómetros de Las Plumas. Tras el cierre del ferrocarril el pequeño pueblo quedó solo como un paraje por su despoblamiento.              | Bajo                         |

## Propuestas de reapertura

### El Ferrocarril Transpatagónico

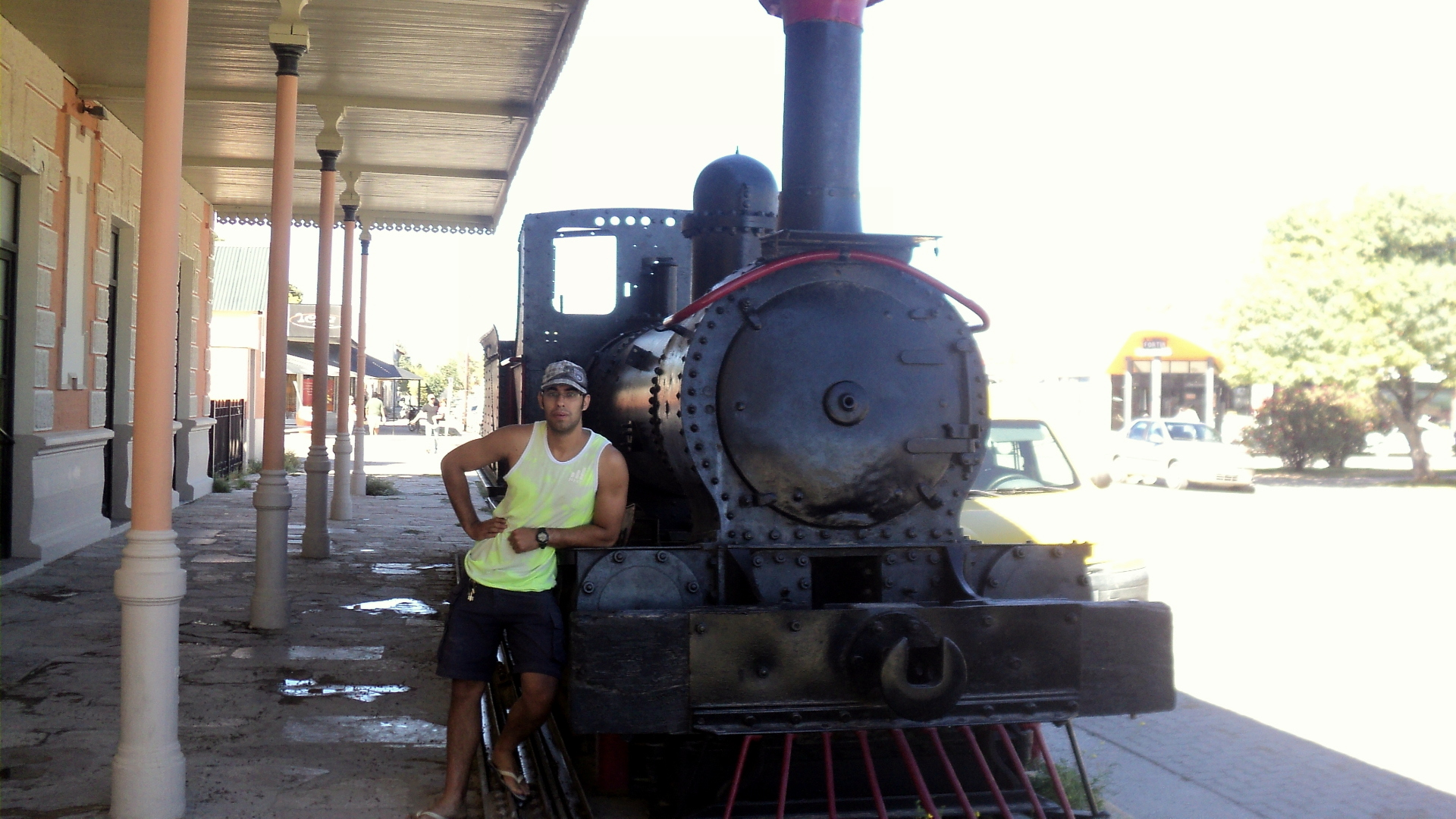
Turista posando junto al último tren del ferrocarril del Chubut, expuesto en la exestación de Puerto Madryn

En los últimos años del siglo XX se planteó un gran proyecto. La presentación del proyecto y aprobación en el senado del proyecto de legisladores del Chubut inició en 1996. Para 1997 una visita de Menen prometió iniciar la licitación del proyecto antes de que su mandato finalizara. Se estableció un tratado el 20 de marzo de 1998, entre el Estado Nacional y las provincias de La Pampa, Río Negro, Neuquén, Chubut, Santa Cruz y Tierra del Fuego para el desarrollo del Ferrocarril Transpatagónico. Esta iniciativa fue desarrollada por las entonces Subsecretarías Nacionales de Puertos y Vías Navegables y de Transporte. Los estudios de prefactibilidad para la preparación técnica de los pliegos y el llamado a licitación estuvieron a cargo de la empresa canadiense Canarail Consultants Inc. mediante el Decreto 309/98 del poder ejecutivo. El trayecto sería extenso y uniría las localidades de San Antonio Oeste (Río Negro) con Río Gallegos (Santa Cruz), con un Puente Marítimo entre Punta Loyola (Río Gallegos) y Caleta La Misión (Tierra del Fuego). Las etapas serían las siguientes:
- Primera: Sería desde Choele-Choel hasta San Antonio Oeste/San Antonio Este y de San Antonio Oeste a Puerto Madryn. También incluiría la reconstrucción de la línea Puerto Deseado-Colonia Las Heras y la del ferrocarril Central del Chubut.
- Segunda: Comprendería las localidades de Puerto Madryn (re)a Comodoro Rivadavia-Caleta Paula. El proyecto aseguraba que el tramo hasta Comodoro estaría listo en el lapso 1999-2001.[67] Esta etapa también incluía la prolongación de los ramales Comodoro Rivadavia - Sarmiento hasta Río Mayo y el ramal Puerto Deseado-Colonia Las Heras, hasta la localidad de Perito Moreno
- Tercera: Construcción desde Fitz Roy hasta Río Gallegos
- Cuarta: Construcción del sistema Roll on-Roll off entre Punta Loyola y Caleta La Misión.

Solo se pudo concretar un convenio de la Secretaría de Transportes de la Nación que autoriza a las provincias de la Pampa, Río Negro, Neuquén, Chubut, Santa Cruz y Tierra del Fuego a gestionar ante organismos internacionales, nacionales y locales acuerdos que hagan posible la realización de los Ferrocarriles Trasandino y Transpatagónico. 
Además, se pudo confeccionar un memorándum de entendimiento para el proyecto del Tren Transpatagónico. El mismo fue firmado en septiembre de 2015 en Pekín con la empresa estatal China Machinery Engineering Corporation, mediante el entonces Secretario de Transporte de la Nación, Alejandro Ramos.
Hacia fines del 2016, este proyecto no se había concretado. A lo largo del gobierno de Cambiemos se intentó lograr el lanzamiento del proyecto. Se llegó a peticionar la obra ante el exministro del interior Rogelio Frigerio que gestione la obra para que sea ejecutada por China. La obra no prosperó y durante le gobierno del Frente de Todos no fue mencionada.

### Ferrocarril chino
A fines de marzo de 2014 un grupo de inversores chinos calificaron a la provincia como un ambiente propicio para la construcción de un ferrocarril. Sus estudios de factibilidad exploraron los puertos de Comodoro y Madryn en busca de trazados que los unan con la región chilena de Aysén. El gobernador Martín Buzzi especificó que el proyecto se halla en etapa del diseño de la traza del ferrocarril y de la definición de los volúmenes de carga. Con el proyecto se busca garantizar niveles importantes de conectividad con el país y con el resto del mundo, gracias a un corredor bioceánico. A pesar de ser muy ambicioso, creará la infraestructura para una provincia y región más competitivas. El gobernador también aludió a que, de todas las iniciativas, esta era la más factible.

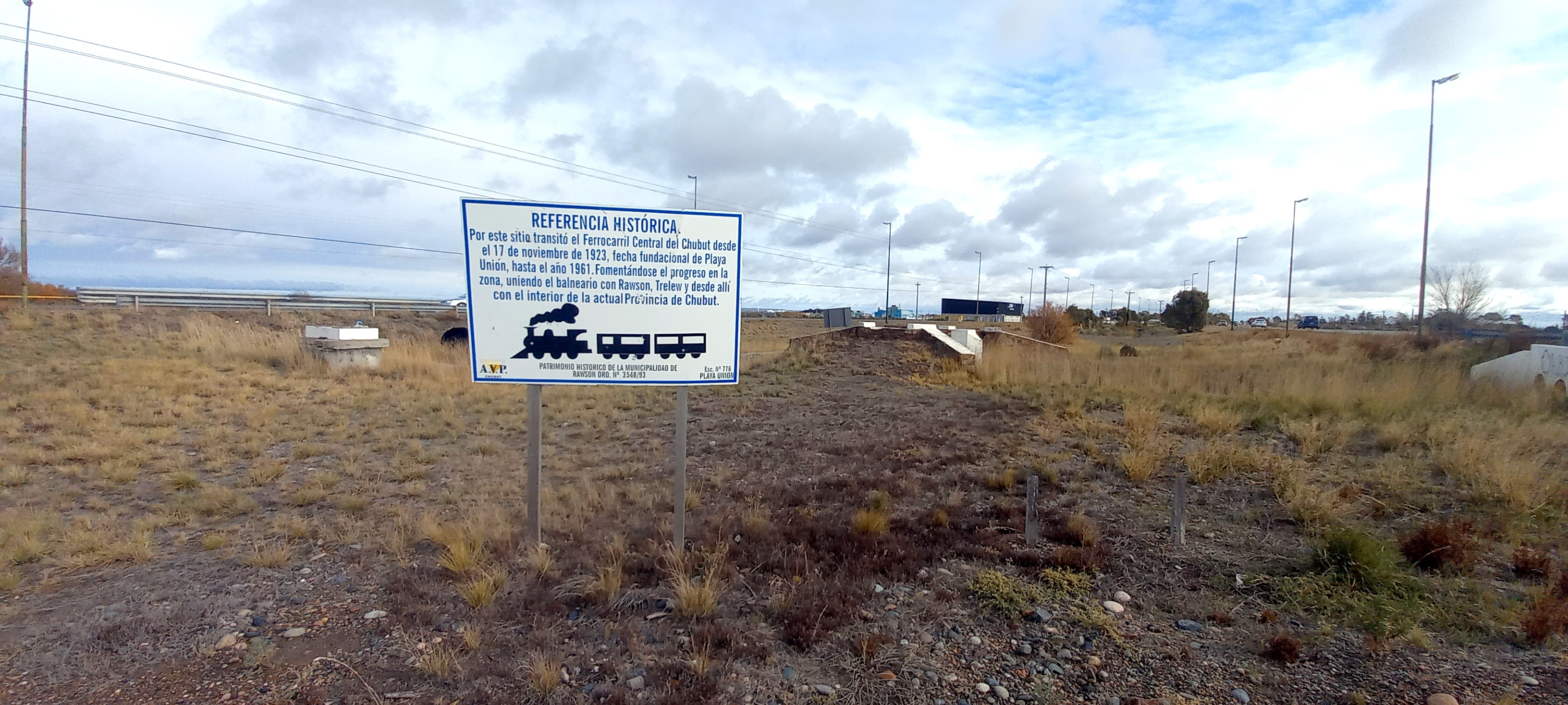
Los restos del Puente Ferroviario Rawson-Playa Unión con formato de alcantarilla vuelto monumento municipal con cartelería informativa. Uno de los últimos vestigios de la existencia del desaparecido ferrocarril.

## Galería de fotos

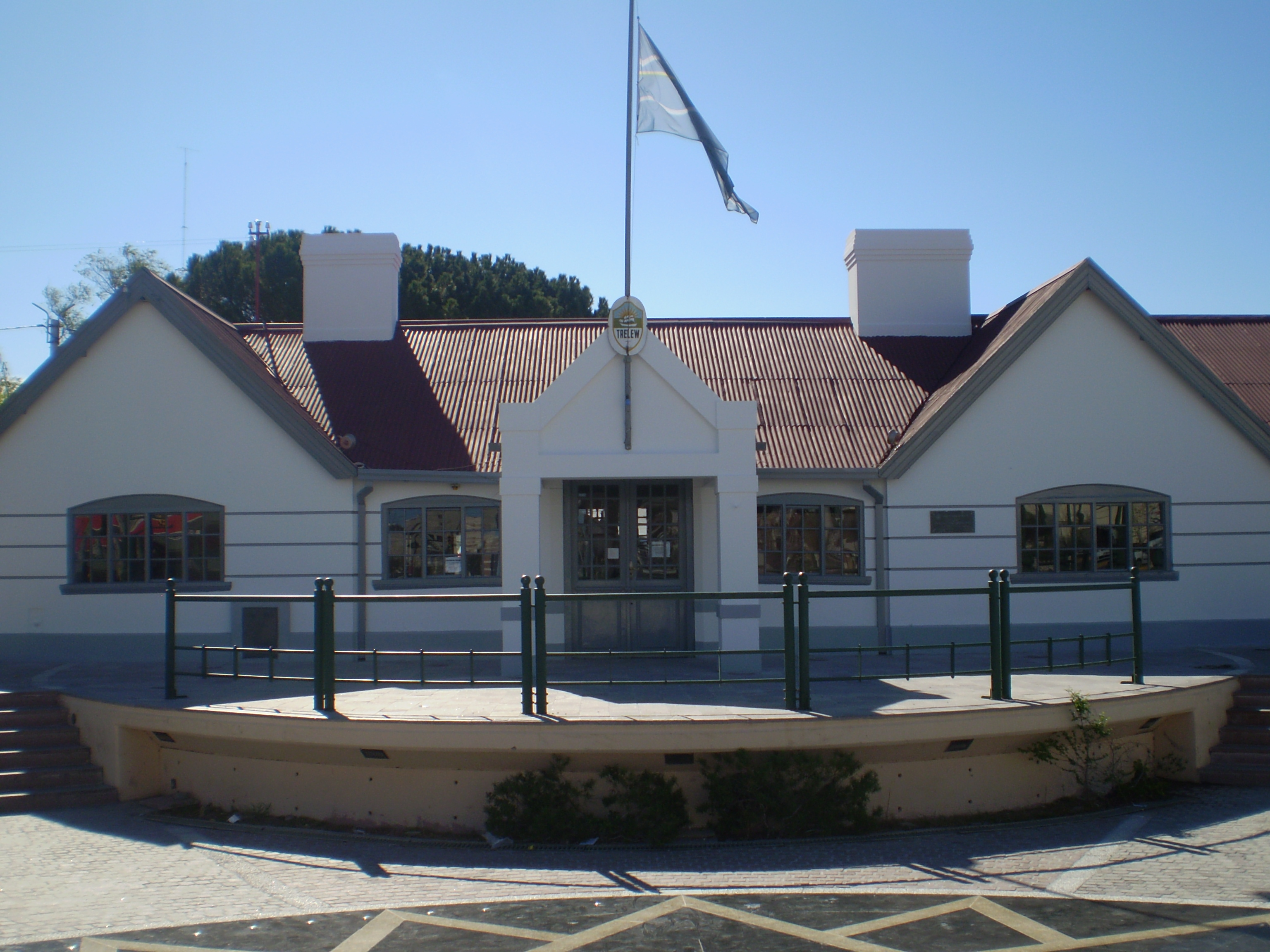
El edificio de la antigua estación Trelew.
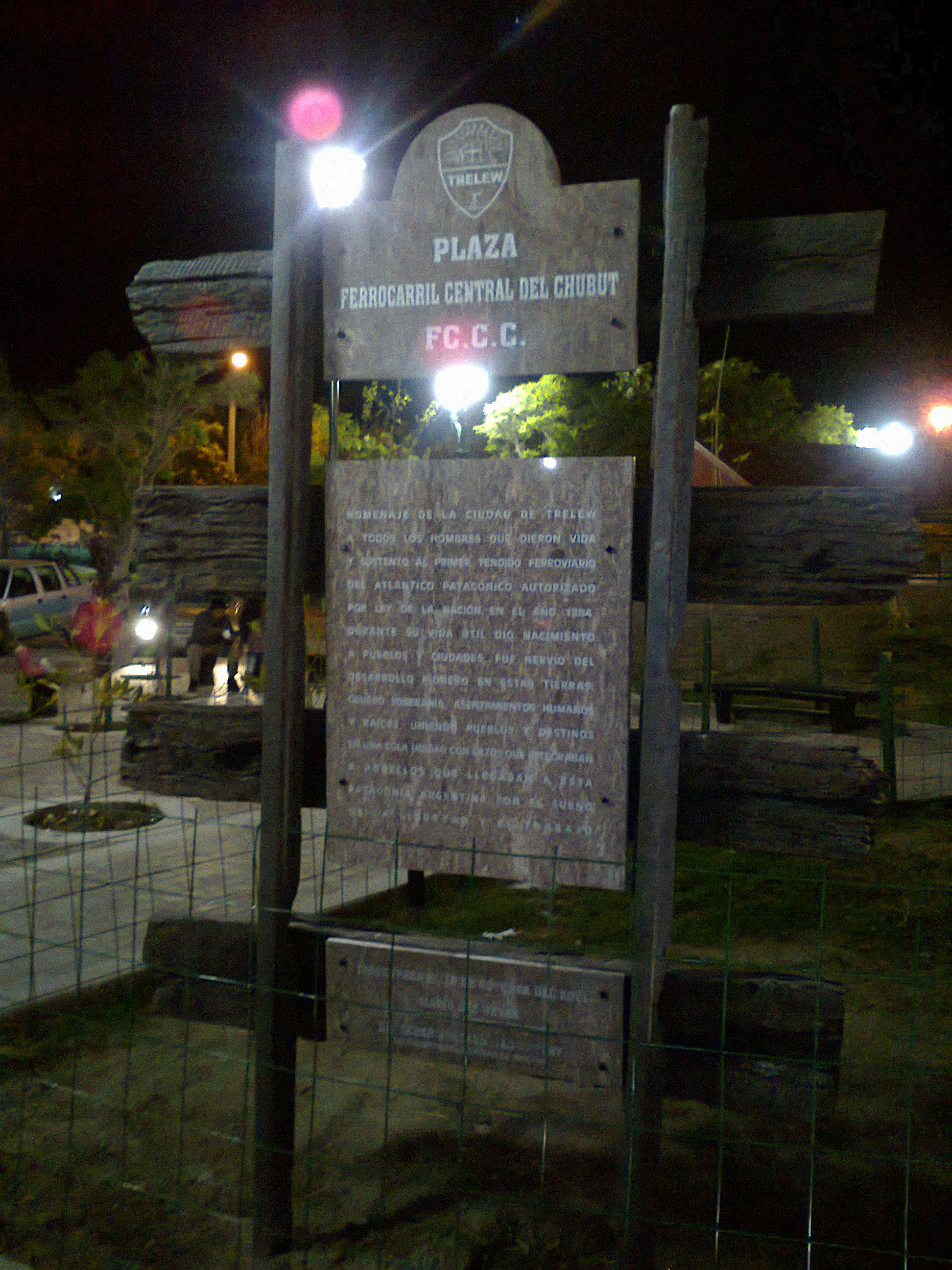
Cartel que recuerda la existencia del ferrocarril en Trelew, hecho con vías de la línea.
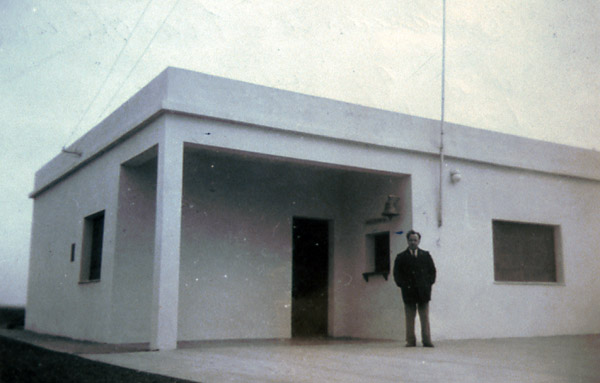
Estación Playa Unión, actualmente funciona como comisaría.
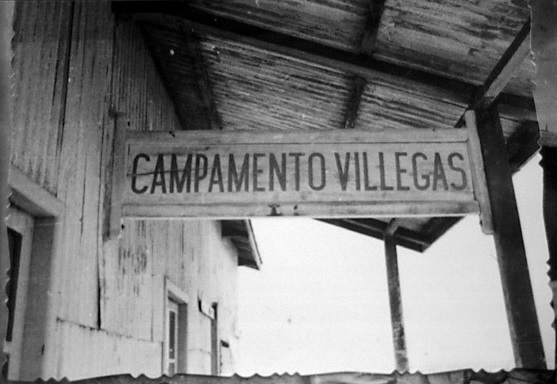
Estación Campamento Villegas.
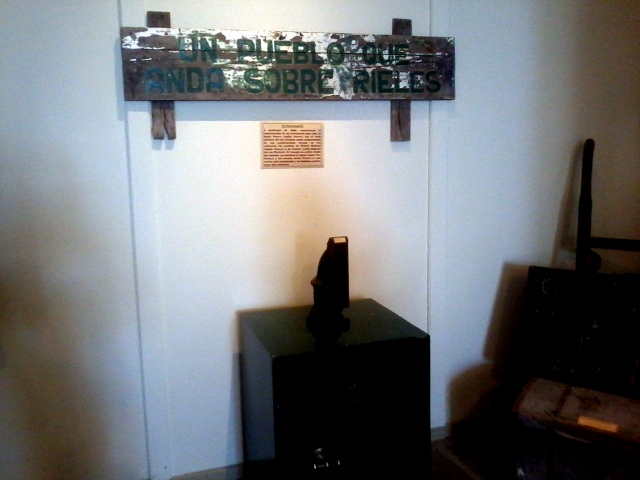
Cartel que recuerda la importancia que tuvo el tren en la ciudad de Madryn
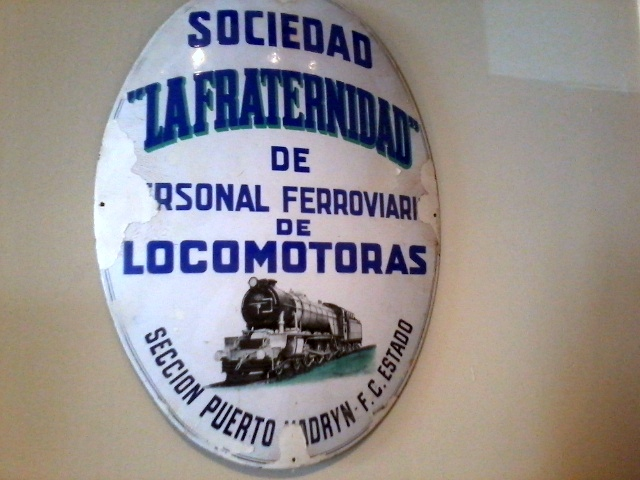
Escudo que señala la presencia del sindicato La Fraternidad en este desaparecido ferrocarril
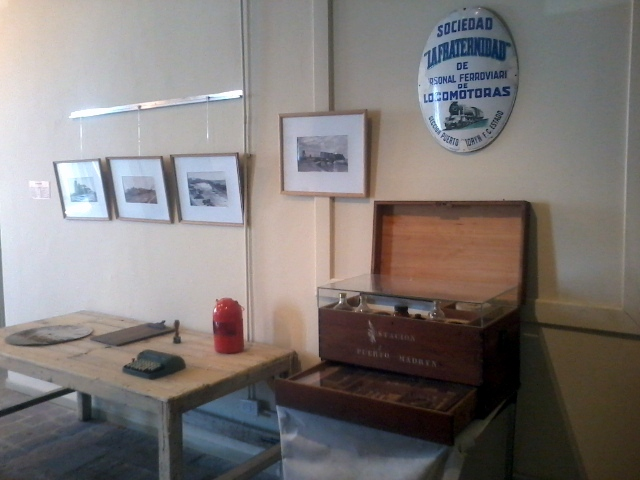
Elementos utilizados por la administración del ferrocarril en el museo de Madryn
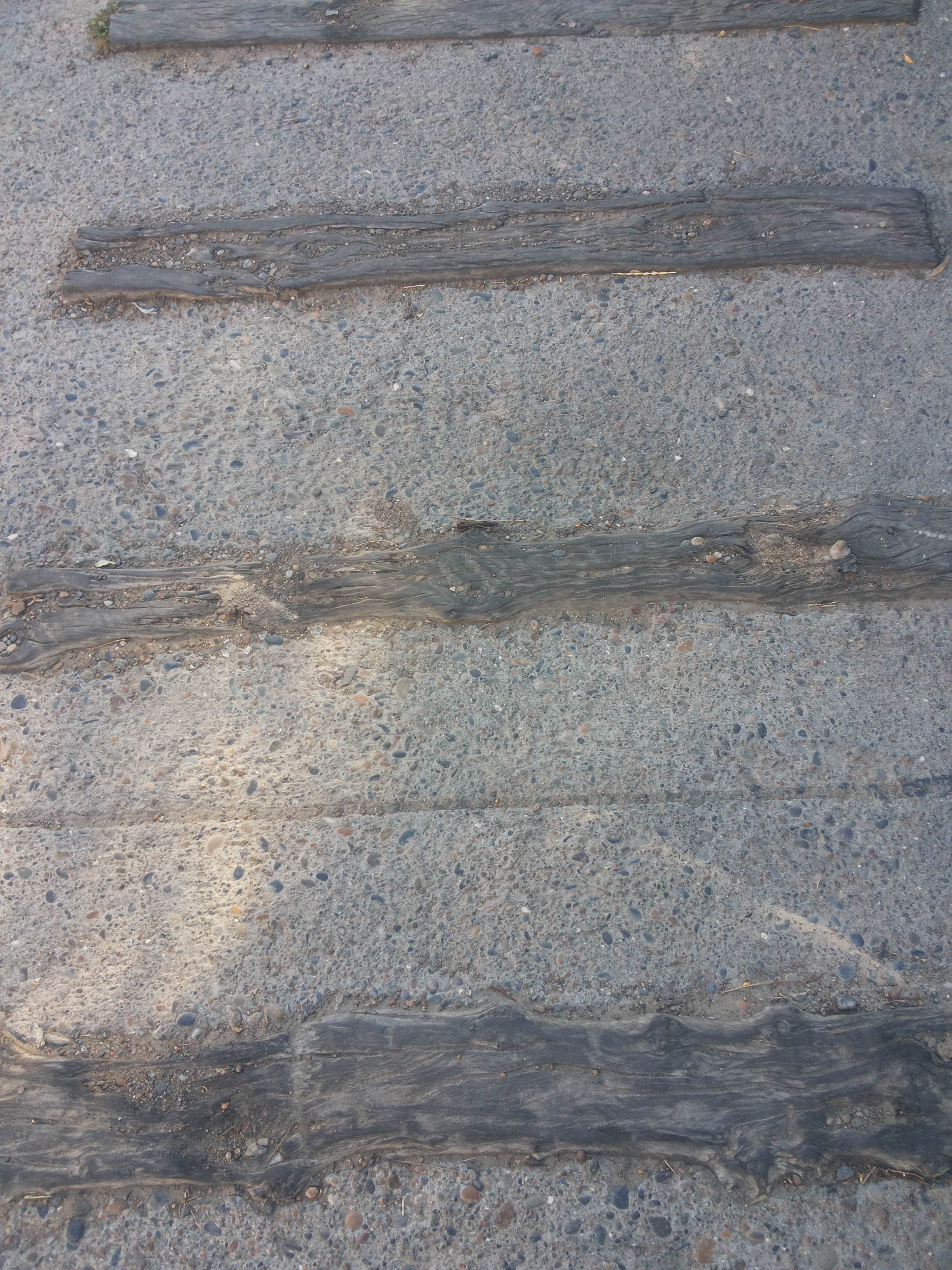
Durmientes conservados en una calle de Trelew.